# ゾイドワイルド

『ゾイドワイルド』（ZOIDS WILD）は、2018年6月より発売が開始されたタカラトミーの玩具（プラモデル）「ゾイド」のシリーズ。略称は「ZW」。

## 概要
2006年に終了した『ゾイドジェネシス』以来12年ぶりとなるゾイドプロジェクト。1983年から始まるゾイドシリーズの第3期と位置づけられる。
タカラトミーでは第2期の終了以後もハイターゲット（大人）向けの小規模なゾイドの企画は継続されていたが（ゾイド#2008年以降を参照）が、子供向けの本格的なシリーズ復活を2013年ごろから水面下で企画され始めた。ゾイドワイルドの企画については同社のボーイズ事業部が手がけているが、旧1・2期に関わっていたスタッフも含めた3世代で開発が行われており、第1期から携わる徳山光俊が担当するデザイン原案の原型は2016年10月ごろには進められていた。
ゾイドシリーズが丁度35周年を迎える2018年には、2月13日にタカラトミーの公式ウェブサイトに「Z」や「最獣要計画」というキーワードを掲げたティザーサイトが開設され、同月15日に発売された『月刊コロコロコミック』2018年3月号に「プロジェクトZ起動!!!」という予告が掲載される。
同月27日に行われた発表会で登壇したタカラトミー社長小島一洋により、ゾイドワイルドシリーズが発表された。登壇した小島は、タカラトミーの強みについて「グローバルで展開して愛されるオリジナルIPを自社で創り出せること」であると話し、同社が世界に誇れるグローバルIPとしてトランスフォーマーやベイブレードなどを挙げ、これら人気製品に続いて送り出すのが新生ゾイドシリーズのゾイドワイルドであると語っている。2019年3月期決算説明会時点では、同社の中期経営計画の中でゾイドワイルドシリーズはトランスフォーマー・ベイブレードに続く第3の柱に据えている。
ゾイドワイルドは、10歳前後の児童層をメインターゲットとしつつ、かつて第1・2期のゾイドシリーズを体験した20・30代男性もサブターゲットに定めている。特に、子供に向けてムーブメントを起こすことに注力されており、メインターゲットである児童層の視野全体にゾイドの世界を見せるメディアミックス戦略を「360度マルチマーケティング」と銘打って、玩具（リアルムービングキット）・漫画・アニメ・コンシューマーゲーム・アーケードゲーム（キッズアミューズメント）・スマホアプリなどを順次展開する。

### 主要なシリーズ展開
単発・短期間の企画などを除いたゾイドワイルドシリーズの基幹的なコンテンツ展開は以下のとおり。
2018年
- 4月 - 「漫画ゾイドワイルド」の連載開始（2019年5月連載終了）
- 6月 - 玩具（リアルムービングキット）発売開始
- 7月 - アニメ「ゾイドワイルド」の放送開始（2019年6月放送終了）

2019年
- 1月 - アミューズメント「ゾイドワイルド バトルカードハンター」の稼働開始
- 7月 - 「進化ゾイドvs兵器ゾイド」というテーマを掲げた第2シーズンのリアルムービングキットの発売開始
- 8月 - 漫画「ゾイドワイルド2」の連載開始
- 10月 - アニメ「ゾイドワイルドZERO」の放送開始（2020年10月放送終了）

## 基本設定と世界観
本シリーズは、これまでのシリーズとは全く異なる完全新作であり、新規設計の玩具に新しいギミックや仕様を盛り込んだだけでなく、世界観や登場人物などのストーリーも刷新。従来のシリーズでは地球から遠く離れた惑星Ziを舞台にしていたのとは異なり、本作品では地球が舞台となり、ゾイドは数万年前に宇宙から飛来した1つのゾイドコアより誕生して生態系の頂点になったメカ生命体に位置づけられた。ゾイドは、地中から発掘した骨（ボーン）に外装（アーマー）を取り付けて「復元」される設定となり、従来のゾイドが動物の形をしたメカ（兵器）であることを強調する「○○型（例：ライオン型）」という表記を改め、より動物的・図鑑的に「○○種（ライオン種）」と表記される。ゾイドに取り付けるアーマーも、競走馬に使うブリンカーに着想を得て、地球人が野生生物としてのゾイドを調教するためのものをイメージしている。
本シリーズの2018年4月〜2019年6月に展開された玩具・漫画・アニメ・公式アプリでは、地球にあるワイルド大陸という架空の大陸を舞台とする。そして、ゾイドを戦闘兵器として運用するデスメタル帝国という勢力が支配圏を拡大して主人公やプレイヤーの敵として登場する。ゾイドに搭乗（騎乗）する人物は「ライダー」と呼ばれるが、特にアニメ『ゾイドワイルド』と公式アプリ内ゲームでは「ゾイドハンター」と呼称される。また、漫画『ゾイドワイルド』と前述のアニメではゾイドハンターたちのグループとしてフリーダム団やシュプリーム団が描かれるが、玩具では言及されていない（パッケージや付属ラベルなどにチームエンブレムは表記されている）。アプリではデスメタル帝国の侵略に抵抗する組織「リキッド」や、ゾイドを使う盗賊団などが登場している。
第2シーズンとされる2019年7月以降のシリーズ展開ではワイルド大陸やゾイドハンターなどの用語は登場していないが、アニメ『ゾイドワイルドZERO』は過去、漫画『ゾイドワイルド2』は未来を舞台としている。

## リアルムービングキット
ゾイドワイルドシリーズで発売されるゾイドのプラモデルキットは、新たなデザインとギミックを取り入れたリアルムービングキット（組立式駆動玩具）と呼称される。第1・2期のゾイドからさらに進步した特徴として「組み立てる」「動かす」「必殺技を出す」という流れで遊べる玩具となっている。
組み立てるという点では、新しいゾイドの「ゾイドは地中から発掘される」という設定に合わせて、「プラモデルを組み立てる者自身が、ゾイドの化石を発掘して復元する」ことをコンセプトとしている。これを演出するために、キット売り場を「ゾイド発掘基地」、ランナーから切り離された状態でパーツが封入された袋を「発掘パック」、組み立ての説明書を「復元の書」と名付けている。この復元の書は、"カール・Ｋ・グスタフ"なる人物が書き残した文書という体裁で、発掘パックを開封して図面でパーツを確認して組み上げる一連の作業を古代生物の復元作業に見立てている。逆に、組み立てるパーツ自体にはパーツ番号などの記載は無く、徹底して"探して組み立てる"ことにこだわった仕様とされる。ランナーレスで組み立てやすくしたのは、プラモデルの製作経験が減った現在の子供ではニッパーの扱いにも苦戦する場合があることを配慮して、簡単に組み立てられるようにするためである。ただし、愛着が湧かないほどに簡単すぎないよう適度な難易度を考慮されている。さらに、「プラモデルは組み立てるのが面倒くさい」と思われがちな欠点を無くして楽しくなるように工夫されていると評する声もある。なお、ランナーレスにしたことにより、従来より製造コストは上がっているという。
今回のゾイドのサイズは1/35スケールとなる。従来の1/72スケールから変更した理由として、"ゾイドに乗る人物（ライダー）とメカ生命体であるゾイドの絆"をより強く描くため、搭乗者がゾイドの顔の近くに跨がって乗っている様子がリアリティを持って感じられるサイズ感にするためである。そのため、搭乗者とゾイドが一体になって動くことを、人馬一体ならぬ「人機一体」と表現される。人機一体を自然に表現するため、搭乗者のライディングポジションを早く描いてからゾイドのデザインや大きさを考えることで、単に搭乗者を乗せただけ（操縦席を付けただけ）という感じにならないようにしている。また、最近では子供向けの巨大ロボットアニメの減少などに起因して「コクピットが何か分からない」という子供が少なくないことも、コクピット方式をやめた理由のひとつとなった。なお、キットに同梱されるライダーのフィギュアが半透明になっているのは没入しやすくするためである
旧シリーズのゾイドと同様に、ゾイドは電動モータもしくはゼンマイにより、歩く・口を開閉する・尻尾を振るなど動かすことができるが、ゾイドワイルドではこれらに加えて、必殺技として「本能解放・ワイルドブラスト」と呼ばれる独特のギミックが組み込まれている。これは、搭乗者とゾイドの心がシンクロして両者の闘争本能が最高潮に達した時に展開される必殺技として、ゾイドごとに「大きな爪が勢いよく振り下ろされる」「隠された角が出現する」など、それぞれのゾイドのモチーフとなった生物の特長を活かしたアクションとなっている。この本能解放という新要素は、動物が牙をむく（身体の一部を剥き出しにして本気を出す）というイメージで生み出された。一方で、これまでのゾイドには数多く付属していた銃・砲などの武器（火器）は少なくなった。これは、前述の通り児童層向けのロボットアニメなどが減少したことの影響で、最近の子供はミリタリー要素への興味は薄いとの判断から、ミリタリー要素を抑える代わりに生物的側面を強調する方向（旧シリーズのゾイドには無かった眼球パーツがあることなど）にシフトした結果である。ただし、従来のゾイドと共通のハードポイントが随所に残されているため、第1・2期のゾイドや市販の武器パーツを任意で取り付けることは容易である。
電動ゾイド用のモーターボックスは旧シリーズと比較すると全体的に小型化されている。サイズ別に3種類用意されており、大型の物ほど使用する電池のサイズと本数が大きくなるが、側面前側に歩行用の回転軸、上面後部にスライド式の電源スイッチ、上面前部または前面（進行方向正面）側にギミック用ピニオンギヤを備えるという仕様は共通している。それぞれの箇所に各ゾイド専用の歩行用クランク軸、スイッチ部品（起動骨）、ギミック用部品（クランク円盤、メカユニット等）を接続するという設計を採用することで同じサイズのゾイド同士でモーターボックスをほぼ完全に共通化させている。
アニメ『ゾイドワイルド』で用いられる3DCGの製作にあたっては、玩具製品開発用のモデルを流用しながらも手を加えたものを使用している。製品の都合上難しいシリンダー部分などもアニメでは色分けがなされている。
日本国外での展開
タカラトミーでは、ゾイドシリーズをグローバルブランドとして定着させることを目指して海外市場のリサーチを実施。2018年7月より日本国外で玩具（および後述のアニメ）の展開を開始し、2019年11月時点で中国・韓国・香港・台湾・タイ・フィリピン・ベトナム・シンガポール・マレーシアの9つの国と地域で展開している。2019年度中に欧米での玩具・アニメの展開を予定。

### 発売後の反響
ゾイドワイルドシリーズの第1弾（全6種）は、2018年6月23日に発売された。タカラトミーの目標を大きく上回るペースで売れており、アニメの主人公機でもある「ワイルドライガー」を中心に、ネットショップ・店頭販売で売り切れが続出するほどの人気振りとなった。また、クリスマスおもちゃ見本市2018「おもちゃ屋さんが選んだクリスマスにおすすめのおもちゃ」ランキングでは、ワイルドライガーが男児向け玩具の第3位にランクインしている。その一方売り上げ自体は好調なものの、アニメの受けの不調もあり予想していた期待値を上回ることが出来ず『ベイブレードバースト』や『ドライブヘッド』の落ち込み分をカバー出来なかった。
往年のゾイドファンからの反響として、（ミリタリー性の強い従来の）ゴツゴツしたシルエットのデザインが好きという声はあるものの、ワイルドブラストの新しいギミックを高評価する感想が多く寄せられたという。また、組み立てが簡単になって時間が短縮されたことで塗装やカスタマイズにより時間を割くことが可能になったと推察され、タカラトミー担当者でもSNSの盛り上がりに手応えを感じている。
タカラトミーは、シリーズ2年目に入った2019年4月〜9月の売上状況について、前年同期を上回る水準であると報告している。

### 玩具リリース

#### 一般販売
| 発売日         | 番号                          | 名称 | サイズと動力                                                                 |
| -------------- | ----------------------------- | --- | ---------------------------------------------------------------------------- |
| 2018年 6月23日 | ZW01 ZW02 ZW03 ZW04 ZW05 ZW06 | ワイルドライガー ギルラプター カブター スコーピア ガノンタス ガブリゲーター                                                | M型・モーター動力 S型・ゼンマイ動力 M型・モーター動力                        |
| 7月28日        | ZW07 ZW08                     | クワーガ グラキオサウルス                                                                                                  | S型・ゼンマイ動力 XL型・モーター動力                                         |
| 9月29日        | ZW09 ZW10 ZW11                | ラプトール ナックルコング トリケラドゴス                                                                                   | S型・ゼンマイ動力 M型・モーター動力 L型・モーター動力                        |
| 11月10日       | ZW15                          | 覚醒ワイルドライガー | M型・モーター動力                                                            |
| 11月24日       | ZW13 ZW14                     | グソック ステゴゼーゲ | S型・ゼンマイ動力 L型・モーター動力                                          |
| 12月8日        | ZW12                          | デスレックス | XL型・モーター動力                                                           |
| 12月27日       | ZW16 ZW17                     | ハンターウルフ キャタルガ                                                                                                  | M型・モーター動力                                                            |
| 2019年 1月26日 | ZW18 ZW19                     | スパイデス ファングタイガー                                                                                                | S型・ゼンマイ動力 M型・モーター動力                                          |
| 2月23日        | ZW20                          | ディメパルサー | M型・モーター動力                                                            |
| 3月23日        | ZW21                          | アンキロックス | M型・モーター動力                                                            |
| 4月27日        | ZW22                          | ギルラプター（指揮官機）                                                                                                   | M型・モーター動力                                                            |
| 5月25日        | ZW23                          | ディロフォス | S型・ゼンマイ動力                                                            |
| 6月22日        | ZW24                          | パキケドス | M型・モーター動力                                                            |
| 7月27日        | ZW25 ZW26                     | ビーストライガー キャノンブル                                                                                              | M型・モーター動力                                                            |
| 8月24日        | ZW27 ZW28                     | ラプトリア バズートル | S型・ゼンマイ動力 M型・モーター動力                                          |
| 9月28日        | ZW29                          | スナイプテラ | M型・モーター動力                                                            |
| 10月5日        | ZW30 ZW31                     | アサルトブーストユニット バスターレーダーユニット                                                                          | 改造武器セット                                                               |
| 10月26日       | ZW32                          | スティレイザー | L型・モーター動力                                                            |
| 11月16日       | ZW33                          | ジェノスピノ | XL型・モーター動力                                                           |
| 11月23日       | ZW34                          | ガトリングフォックス | M型・モーター動力                                                            |
| 12月26日       | ZW35                          | ドライパンサー | M型・モーター動力                                                            |
| 2020年 1月25日 | ZW36                          | ライジングライガー | M型・モーター動力                                                            |
| 2月22日        | ZW37                          | クワガノス | S型・ゼンマイ動力                                                            |
| 3月28日        | ZW38 ZW40 ZW41                | オメガレックス グラビディーキャノンユニット ダッシュブレイカーユニット                                                     | XL型・モーター動力 改造武器セット                                            |
| 4月25日        | ZW39                          | ソニックバード | M型・モーター動力                                                            |
| 5月23日        | ZW42                          | キルサイス | S型・ゼンマイ動力                                                            |
| 6月27日        | ZW43                          | ゼロファントス | M型・モーター動力                                                            |
| 8月8日         | ZW44                          | ゼログライジス | XL型・モーター動力                                                           |
| 10月24日       | ZW45 ZW46 ZW47 ZW48           | バーニングライガー コアドライブウェポンインパクトガトリング バーニングライガーCDWインパクトガトリングセット ギルラプターLC | M型・モーター動力 武器パーツ M型・モーター動力＋武器パーツ M型・モーター動力 |
| 12月26日       | ZW49 ZW50                     | 改造武器ミサイル＋レーザーコンバットユニット 改造武器キャノン＋レーザーコンバットユニット                                  | 武器パーツ                                                                   |
| 2021年 1月30日 | ZW51                          | ゾイドランダムキットVol.1                                                                                                  | S型・ゼンマイ動力                                                            |
| 1月23日        | ZW52 ZW53                     | ゼノレックス コアドライブウェポンイグニッションブースター                                                                  | M型・モーター動力 武器パーツ                                                 |
| 2月20日        | ZW54 ZW55                     | ゼノエヴォリューション アームズシザースユニット ゼノレックス・シザースXA                                                   | 武器パーツ M型・モーター動力                                                 |
| 3月27日        | ZW56 ZW57 ZW58                | コアドライブウェポン ツインパイルバンカー ゼノエヴォリューション バスターユニット ゼノレックス・バスターXA                 | 武器パーツ M型・モーター動力                                                 |

#### ゾイドワイルド列伝
全てタカラトミーモール専売商品。
| 発売日         | 番号  | 名称                                       | サイズと動力       |
| -------------- | ----- | ------------------------------------------ | ------------------ |
| 2021年 7月下旬 | ZWR01 | クライブ・ディアス専用ワイルドライガー     | M型・モーター動力  |
| 9月下旬        | ZWR02 | ダグラス・アルドリッジ専用ファングタイガー | M型・モーター動力  |
| 10月中旬       | ZWR03 | プロトビーストライガー                     | M型・モーター動力  |
| 11月下旬       | ZWR04 | ビクター・スピーゲル専用ハンターウルフ     | M型・モーター動力  |
| 2022年 1月下旬 | ZWR05 | スナイプテラ インペリアルガード            | M型・モーター動力  |
| 3月中旬        | ZWR06 | サイコジェノスピノ                         | XL型・モーター動力 |
| 5月下旬        | ZWR07 | ライジングライガー パンツァー              | M型・モーター動力  |
| 7月下旬        | ZWR08 | ゼノレックス・ストームXA                   | M型・モーター動力  |

## 登場人物

### ゾイドワイルド

#### フリーダム団
当初は「自由な冒険はのびのびするもの」という発想から「のびのび団」を自称していたが、それを「ダサい」と指摘したペンネが提案した候補から「フリーダム団」に改称した。チームエンブレムはワイルドライガーをイメージしている。第18話時点では明確なリーダーは決まっていないが、アラシは各自それぞれの得意分野で「みんながリーダー」と考えている。
アラシ
声 - 小野賢章、金田アキ（幼少期）
ワイルドの主人公。フリーダム団リーダー。相棒はワイルドライガー。頭髪（前髪）が特徴的な「Z」の形をしており、漫画ではドレイクから「Z頭」と呼ばれた。
父親に影響を受けゾイドに憧れる少年で、伝説のライオン種ゾイドと呼ばれるワイルドライガーと出会い相棒となる。ワイルドライガーに冷たくあしらわれて岩場に投げられても無傷で立ち上がって挑戦を繰り返すほどのタフさや粘り強さを持っている一方で、自身で考えたイラストやチーム名をペンネに「ダサい」と言われたり、他人の異名やゾイドの種類をきちんと覚えられず、オニギリに「ダメだこりゃ」と呆れられている。ただし、知識よりも深いところでゾイドと通じ合っているとオニギリに評価される。アニメではろくな準備をせずに旅立って食料にすら困窮することが多いが、漫画では水筒からベッドまで過剰な荷物を持ち出そうとしていた。一人称は「俺」。
ベーコンらシュプリーム団との出会いを通じて、自分だけのチームを作ることを宣言し、ワイルドライガーと共に古大秘宝Zを探す旅に出る。アニメでは秘宝を見つけること自体が目標で入手後のことはまだ考えていないが、漫画では秘宝を目指せば父親に会えると考えて探している）。アニメ第8話でデスメタル軍の賞金首にされており、フォアグラから100人の賞金首を捕まえるよう命令を受けていたペンネのターゲットにもなっていた。第18話では初めてフリーダム団でのチームワークを発揮し、ワイルドブラストせずに敵を倒すまでに成長した。
ギャラガーに敗れて死亡したベーコンの敵討ちに執念を燃やし、怒りにまかせて無意識のうちに暴走するようになった反面、ベーコンの過去の台詞や幻影に自らの弱さを痛感させられたり暴走を制止させられたりするようにもなる。ギャラガー打倒のためにムシ仙人に弟子入りしたところ、感情にまかせて考え無しに動き、ワンパターンで突撃するばかりでワイルドブラスト以外に取り柄が無いと厳しく指摘されたが、10日以上に及ぶ修行を経て個人技能もチーム連携も向上させ「キングオブクロー・スパイラル」なる新技を会得した。38話のデスメタル四天王との激闘によってギョーザが大けがを負い、スコーピアたちもまともに戦える状態ではなかったため、デスメタルに鹵獲されたシュプリーム団のグラキオサウルス、アンキロックス、パキケドスを取り戻すために単身デスメタル帝国へと向かうも仲間たちに止められ、キャンディからデスメタルを倒す鍵は古代秘宝Zにあると聞き、Zを手にするために出発する。しかし鹵獲されたシュプリーム団のゾイドの1体アンキロックスをアポカドの頼みもあり倒してしまったことが原因で、後に立ちはだかったクロアメのグラキオサウルスと戦うことにトラウマになってしまうが、再会した父イカヅチの言葉に励まされる。
ペンネ
声 - 小松未可子
ワイルドのヒロイン。第5話より登場。フリーダム団メンバー。相棒はスコーピアで、最後の家族同然の存在。
特技はゾイドのカスタマイズとペインティング。チームエンブレムをデザインしたほか、第2クールのエンディングでは仲間とゾイドたちを描いている。スコーピアとは当初は野生ゾイドで怪我をしていたところを彼女の両親に助けられ、そのまま一緒に暮らすようになるが、父親はゾイドギャングに襲われ、命を落とし、母親も父の後を追うように亡くなった。そして、賞金稼ぎとなり、スコーピアと共に父の仇をとった後、自分と同じように家族を亡くした孤児たちを引き取り、故郷で自前のゾイドカスタム工場を建てて一緒に暮らすのを夢にする。お宝を金に換えながら旅していたが、アラシと出会ってフリーダム団の団員2号となるが、当初はアラシの旅には同行せずに別行動をとった。第5話で、ワイルドライガーのワイルドブラストを初めて見た時には、デスブラストと誤認していた。
アラシの旅先で何度も偶然に出会っていたのは、フォアグラからの命令で賞金首であるアラシを狙っていたため。夢を実現するためにお金を必要としていたところをフォアグラにつけ込まれて、稼従わされていた。しかし、夢を追っているのに泣きそうな顔をするのはおかしいとアラシに諭され、仲間としてあくまでもその夢を応援すると言い切るアラシに感化されてフォアグラとの決別を決意。アラシの協力を得てもフォアグラは倒せなかったが、この戦いでスコーピアとの究極の絆を獲得して初めてのワイルドブラストに成功、名実共にフリーダム団の一員となった。
ムシ仙人からは、常に裏をかこうとするのが逆に弱点になっていると言われた。
第41話で崖にあったスコーピアのパーツを回収しようとした際、転落する寸前ヨウカンに助けられる。当初は彼女に対し嫉妬していたものの、後に意気投合。最高のペアとなる。
オニギリ
声 - 小桜エツコ
第7話より登場。フリーダム団メンバー。相棒はガノンタス。
ゾイド学者やゾイド博士と呼ばれるほど知識や技術に優れる。ゾイドのことになると（敵対するゾイドであっても）メガネを輝かせながらウンチクを語り出す気質で、そのため友達ができなかったほど（アラシやペンネからも「長い」「イライラする」と突っ込まれるほど）。アニメではマカロニ兄弟に騙されてゾイド研究開発施設ロウヤに、漫画ではキャビアのいるドレイ都市カンゴクに連れてこられる。囚人番号5656番としてデスメタルキーの複製作りを強要させられていた。アラシと出会って仲間になり、ガノンタスとも本能解放ができるほどの絆を結ぶ。アラシに比べて非常に小柄だが、工具や資料の入った大きなリュックサックを背負っている。一人称は「僕」。漫画では下駄を履いている。
ムシ仙人との修行でガノンタスが動きが遅いことを意識するよう教えられ、相手の動きに合わせて攻撃をいなしつつ、時にはガノンタスで攻勢に出る方法を学んだ。
「おいなり」などと名前を間違えられることもある。
ギョーザ
声 - 木村昴
第10話より登場。フリーダム団メンバー。相棒はトリケラドゴス。ラップ調で話す。都市キンコ出身。ゼニーを稼ぐ事に強い拘りを見せており、トリケラドゴスに芸をさせてゼニーを稼ぐなど金儲けに暇がないが、これは妹ラーユの病気を治すための薬を調達するためである。
金にならないことに対しては消極的なところもあるが、損得勘定だけの単純な人物ではなく情のある一面も見られる。第24話ではゾイドギャングとして手配されるようになるが、盗んでいるゼニーはすべてアコギなことをして稼いだものと弱い立場から搾り取ったものしか狙わず、そのまま持ち主に返還している。そのため子供たちから"正義のゾイドギャング"として有名である。トリュフの一件以降、古代秘宝Zを手に入れて、ゼニーのいらない世の中にする願いをかなえるためにフリーダム団に加入する。後に加入したソルトとはかみ合わない点が多かったが、32話で再びトリュフが襲ってきた際今はフリーダム団の仲間だと認識し、一緒にトリュフに勝とうと意気投合、ステゴゼーゲを倒した。第37話ではナックルコングの攻撃で重傷を負ってしまい、治療のためサンラータンのキャタルガによって妹ラーユのいるサナトリウムの町へ移送された。
ソルト
声 - 内田雄馬、大地葉（幼少期）
第28話から登場した賞金稼ぎの少年。フリーダム団メンバー。相棒はハンターウルフで彼にとって育ての親でもある。
デスメタル帝国による賞金額が上がったアラシとワイルドライガーを狙っていた。強い相手を倒して自らが最強と名乗りを挙げることを目標としている負けず嫌いな性格。その一方で、かなりの方向音痴という欠点がある。
複数のクワーガをハンターウルフ単騎で圧倒し、ギョーザのトリケラドゴスを一騎打ちで劣勢に追い込むほどの実力があり、凄腕との噂はサンラータンの耳にも入っていた。以前にベーコンと会ったことがあり、自身と戦うアラシが「面白い」と発言する様子をベーコンと重ねた。
40話で古代秘宝Zの手掛かりのありかが偶然にも自分の生まれ故郷である「トンズラー」にあることがわかり、黙々としながら父シュガーと再会。過去に外の世界を始めて父と眺めていた際、群れからはぐれていた野生のラプトールに襲われ、父は彼をおいて逃げてしまい、残った彼はラプトールに襲われそうになった時にハンターウルフに助けられ、臆病な自分から強くなることを決意した。そのため、自分にとっての今の親をハンターウルフとし、自分を捨てた実の父を親とは思っていない。
ヨウカン
声 - 小清水亜美
第35話から登場した女性。フリーダム団メンバー。相棒はスパイデス。
デスメタル帝国専門の盗賊で、アラシのことは賞金首の手配書を通じて知っていた。エンニチ村出身。故郷の村を襲ったデスメタルの小隊長ベイベを恨み、ベイベをワイルドブラストで倒した後はスパイデスの糸で絞殺しようとしたが、アラシの言葉で思いとどまる。
アラシからフリーダム団に誘われ、やることがあるとして同行を断ったが、困ったときは駆け付けると言い残し、別行動をとる。後に41話でペンネが崖から転落しそうになったところを救出。アラシと再会したが、アラシは彼女のことをほかのメンバーに話していなかった様子。

#### シュプリーム団
ベーコン
声 - 櫻井孝宏
シュプリーム団リーダー。相棒はファングタイガー。オニギリからは「あのシュプリーム団」「伝説のゾイドハンター」と呼ばれるほどの知名度がある。キャンディによると、一度も約束を破ったことが無い人物。
幼少期にファングタイガーと出会っていたが絆を結べずに苦労していたところ、イカヅチからゾイドを相棒にするための心意気を教えられた。イカヅチがアラシの父親であることは最初は気付かなかった。タイガーを相棒にした後、同じスラム都市出身のソース、キャンディ、アボカドに声を掛けてシュプリーム団を結成、喧嘩などに細かく介入はしないがカリスマ性を発揮してチームを導いてきた。アラシには「モジャ頭」と呼ばれ、ベーコンはアラシのことを「ガキ」と呼んでいたが、アラシの成長を認めると名前で呼ぶようになる。感情で無鉄砲に動くアラシを呆れながらも気に入っている。普段の一人称は「オレ」だが、本気になると「オレ様」になる。
デスメタル帝国の帝王であるギャラガーとは若いころの悪友であり、ムシ仙人の元で兄弟弟子としてゾイドハンターになる。現在でも互いに呼び捨てで呼び合った。ギャラガーに「強いね」と言わせるほどで、最狂と呼ばれるデスレックス相手でも一歩も引かない戦いを見せたが力及ばなかった。第13話でのデスレックスとの戦いで死亡したとされる。
ソース
声 - 小清水亜美
シュプリーム団メンバー。相棒はカブター。
そばかすと赤いロングヘアが特徴の紅一点。大きな麦わら帽子と青いスカーフを身に着けている。アラシのことを弟のように感じている。ベーコンたちと同じスラム都市の出身で、シュプリーム団創設時から在籍しているメンバーのひとり。ゴミ溜めのようなスラムから抜け出させてくれたベーコンを、シュプリーム団の太陽であり星のような存在だと語った。
キャンディ
声 - 生田鷹司
シュプリーム団メンバー。相棒はカブター。
金髪のリーゼントとサングラスがトレードマーク。明るく前向きな性格で面倒見も良いムードメーカー。デスレックスと死闘を繰り広げたベーコンの元に駆けつけてその遺志をアイコンタクトだけで感じ取り、最期のメッセージをアラシたちに思い出させた。ベーコンたちと同じスラム都市の出身で、シュプリーム団創設時からメンバーだが、このころはサングラスはまだしていなかった。
クロアメ
声 - 桐本拓哉
シュプリーム団メンバー。相棒はグラキオサウルス。
全身に鎧を身に纏っている謎の人物。極端に無口であるが、本能解放時は例外的に「砕け、グラキオサウルス！俺の魂と共に！」などと叫んでいる。野球帽を前後反対に被っている。
ガーリック
声 - 西山宏太朗
シュプリーム団メンバー。相棒はパキケドス。
怠け者で休みたがりのお調子者だが、空気を読むことに優れた一面もある。
アボカド
声 - 木村隼人
シュプリーム団メンバー。相棒はアンキロックス。
食いしん坊で太った容姿をしている。性格は温厚だが、優れた洞察力で仲間を支える。歴戦の勇士でもあり、体中にその傷跡が残っている。ベーコンたちと同じスラム都市の出身で、シュプリーム団創設時からのメンバーのひとり。語尾に「だな」を付ける。

#### デスメタル帝国
ギャラガー
声 - 関智一
デスメタル帝国皇帝。搭乗ゾイドはギャラガー専用ギルラプター、デスレックス。
皇帝でありながらいい加減な性格をしており、部下が任務中であっても、スイカ割りやパーティのお誘いで呼び戻すなどかなり独善的。このためドレイクはアラシとの初戦で勝利を逃したが、ギャラガー自身は特に気にも留めていないらしい。邪魔する者には容赦がないため部下からも常に恐れられており、その旨を指摘されても否定せずにニヤリと笑い返している。一方で、乗機のゾイドを「この子」「ギルちゃん」などと呼ぶ一面もある。後頭部で束ねて放射状に突き出たウェーブヘアーに白塗りの顔という特徴的な容貌をしている。
若いころの名前はミミガーで、さらさらの長い髪を下ろしていたイケメンの青年だった。ベーコンとは悪友と呼ばれる関係で、ゾイドハンターとしてのセンスを買われてムシ仙人にスカウトされる。ベーコンと共に才覚を現すが、そのころからゾイドに対する考え方は違っていた。帝王ギャラガーを名乗ってからもゾイドハンターとしてベーコンに劣らぬ技量があり、デスレックスも初乗りで乗りこなしている。
ドレイク
声 - 石川界人、 白石涼子（幼少期）
デスメタル四天王「瞬撃のドレイク」。搭乗ゾイドはギルラプター。四天王の中で最近加入したばかりで、彼が加入する前まで、キャビア、フォアグラ、トリュフの3人は"デスメタル三銃士"と呼ばれていた。
アラシとワイルドライガーを圧倒するほどの強さでよく知られている男で、ワイルドブラストをキャンセルさせるほどのカウンターアタックを決める技量がある。一方で、器用さを買われてギャラガーからあれこれ命令されるため振り回されることも多い。その扱いに不満はあるが、逆らわずに忠実に従っているが、後に両親と白いギルラプターを殺害した仇敵であったと判明。しかし白いギルラプターがデスレックスに捕食されてしまったことでデスレックスに捕食されてしまったギルラプターのDNAが記録されたため、赤いギルラプターでギャラガーを倒すことができなくなってしまい、現在に至っている。ラッキョや他の四天王たちからもあまり評価を与えられていない。部下を容赦なく粛清しようとしたり、ゾイドを道具・兵器として扱うなど性格は最悪とされる。一方で地層に埋まっていた化石からゾイドの種類を断定するなど、ゾイドに関する知識は、兵器・武器的方面のみならず生物的方面でも博識。これは両親から受け継がれたものである。
度重なる失敗続きにより遂にギャラガーからも見限られ、次に仕留められなければギルラプター共々デスレックスの餌にするまで追い込まれる。最後のチャンスとしてアラシと一騎打ちを行いデスブラストの出力を最大限引き出した必殺技ですら倒せず、デスメタルキーは負荷の影響で破損し途方に暮れるが、ギルラプターは最後まで彼を見捨てず戦おうとした姿を見て、強くなろうとしたのは自分だけじゃないと気付いたとき、ギルラプターと究極の絆を結び、ギルラプターを『相棒』と呼んでワイルドブラストを獲得。最後までアラシと決着はつかなったが、この戦いで彼はギルラプターと共にデスメタルを抜けることにした。
なお、アラシから「春菊のドレイク」と呼ばれている。第27話では、ギロッポンを制圧したと報告されている。
キャビア
声 - 奈良徹
デスメタル四天王「狡猾のキャビア」。搭乗ゾイドはガブリゲーター。ドレイ都市カンゴクおよびゾイド開発研究施設（ロウヤ）を拠点にしている。
その異名が示す通り、相手を騙し討ちするような卑怯な戦い方を「俺のやり方」「勝てば良い」と正当化する性格をしている。失態を侵した部下に対しては非情そのもので、部下やゾイドを「ガブった」と称したガブリゲーターの部屋に落とし餌とするなど冷血な行為もやってのけ、消し去った部下は1,000人以上、部下以外では9,999人に及ぶ。ガブリゲーターのスモークに紛れてアラシを背後から襲うが、卑怯者が正面から攻めてくるはずは無いと裏をかかれて敗れた。ドレイクと同様に「豚骨のキャビア」とアラシに呼ばれる。アラシに敗北してカンゴクも破壊された後、再雇用制度でゾイドラボの現場監督としてデスメタル帝国に残っていた。ゾイドのカスタマイズの許可をもらい、改造されたガブリゲーターでアラシ・オニギリ・ペンネを襲う。前半は優勢だったが脆い足場を崩されてまたしても敗れた。この時は、自ら「恍惚のキャビア」と名乗っている。
漫画4話では、後述のソダース同様に「デスる」と発言している。
フォアグラ
声 - 小山力也
デスメタル四天王「原始のフォアグラ」。搭乗ゾイドはナックルコング。
緑色の肌に大柄で筋肉質な体躯に角刈りといった特徴の巨漢で、戦闘力においては四天王の中でも随一と噂される。二つ名である「原始」とは、大きな街を壊滅させて「原始時代に戻した」と恐れられたことに由来する。アラシから「便器のフォアグラ」と呼ばれている。音楽を愛するゆえか常に部下を「楽器（ドラムセット）」として従えており、ことあるごとに激しくビートを刻み、行動や命令を音楽用語になぞらえて発言する。キラキラタウンと呼ばれる都市を根城としており、火薬を生産してデスメタル帝国に供与していた。見た目通りの肉体派であると同時に、几帳面で優れた現状把握力を持つ人物。
圧倒的な力を見せつけてペンネを脅し、対価は払うという約束で100人の賞金首を捉えるよう命じて従えていた。第17話では、ワイルドブラスト状態のライガーを相手に、通常状態（強制解放していない）のナックルコングで圧倒的に優勢な戦い振りを見せている。その後、ギャラガーの指示でザギンを壊滅させて支配下に置いている。第30話でアラシを捕えるために再び襲うも、駆け付けたソルトとハンターウルフに形勢逆転され、敗北した。
トリュフ
声 - 檜山修之
デスメタル四天王「奇策のトリュフ」。搭乗ゾイドはステゴゼーゲ32話からはディメパルサー。四天王で唯一2体以上の専用ゾイドを持つ。アラシから「コサックのトリュフ」と呼ばれている。
デスメタルの参謀として金儲けのためなら手段を選ばない同じ四天王であるキャビア以上に狡猾で、戦いも金儲けも常に計画的に実行する男。また、戦い方も文字通り奇策で、ステゴゼーゲを倒された直後にディメパルサーを投入し、反撃するというとびぬけた戦略を得意とする。四天王の中でもまとめ役でもあり、一人で突っ走ろうとしたドレイクをリードしたり、戦況を冷静に分析して撤退を促すなど判断能力に長けている。大きな都市であるキンコ市に拠点を構えており、土地柄に由来する風土病であるキンコ咳に効くという偽薬を売りつけて収益を得つつ、その顧客であるギョーザを利用してさらに儲けを得ようとしていた。アラシたちの介入でギョーザに逃げられるが、その後も都市ジュクハラを攻略したとされる。第32話ではキャビアと共同作戦によりギョーザとソルトを襲うも、コンビネーションを行った彼らにステゴゼーゲは倒されるも、その直後にディメパルサーを投入し駆けつけたアラシたち諸共捕えようとしたものの、ディメパルサーが復元から稼働までの時間が浅かったため、デスブラストの負荷に耐えられず撤退した。
ソダース
声 - 内匠靖明
ワイルドライガーの捕獲に来たデスメタル軍の小隊長。搭乗ゾイドはラプトール。
相手を殺すことを「デスる」（自分に対しては「デスられる」）などと独特の表現をする。ワイルドライガー捕獲の失態で降格・左遷され、第6話ではアザース率いる第3小隊に所属していたが、ライガー捕獲作戦の失敗続きによりデスメタルをクビにされて盗賊団に成り下がり、ドイナーカ村に来るとされるお宝を奪おうとした。初戦では、3人のラプトールで戦う際にフォーメーション攻撃の指揮を執りフリーダム団を翻弄した。第27話では観光地である島のワイハーを3人で襲撃した。
ザマース
声 - 遠藤大輔
ドレイクの配下であるデスメタル軍のギル大隊第1小隊長。搭乗ゾイドはラプトール。
集団行動をするラプトールの特性を活かした攻撃を仕掛けるも敗退。ソダース同様、降格・左遷されて第3小隊のアザースの下に配属された。ソダースらと共にデスメタルを解雇されて盗賊に転職したが、血の滲むような特訓をしてフォーメーション攻撃を会得している。
アザース
声 - 岡林史泰
デスメタル軍ギル大隊第3小隊長。感謝を「アザーッス」と発言するなど、語尾が「ッス」になる。
降格されたソダースとザマースを従えているが、本来は2人の後輩にあたる。第18話では、ソダースやザマースと同様にデスメタルを解雇されて盗賊になっているが、デスメタルにいたころを「幸せな日々」と発言している。
ハッピー
声 - 北田理道
第4話より登場。はぐれ遊撃部隊「R.A.P.（ラップ隊）」の一人。「ヨー」が口癖。アラシを助けたり、村に仕送りをするためにデスメタル帝国の兵士として働くなど、情に厚い一面も持つ。他の二人と同じく搭乗するゾイドはラプトール。
ラッキー
声 - ブリドカットセーラ恵美
第4話より登場。ピンク色の髪の女性。R.A.P.の一人で紅一点。「イャー」が口癖。アラシを助けたり、村に仕送りをするためにデスメタル帝国の兵士として働くなど、情に厚い一面も持つ。
ウッキー
声 - 浜添伸也
第4話より登場。R.A.P.の一人。「チェケラ」が口癖。アラシを助けたり、村に仕送りをするためにデスメタル帝国の兵士として働くなど、情に厚い一面も持つ。
マカロニ
声 - 加藤将之
第7話に登場したゾイド開発研究施設（通称、ロウヤ）の所長で、キャビアの配下。一人称は「我輩」、チクワを「弟」と呼ぶ。搭乗ゾイドはラプトール。
上級研究所長への昇進を狙ってデスブラストキーの複製作りを指示しており、ラプトールで一時的な強制解放をすることには成功する。人の話を聞かずに自己主張する言動も多く、アラシに「バカウザ兄弟」と評される。その後、キャビアによって「ガブ」られている。
チクワ
声 - 奈良徹
第7話に登場したマカロニの弟で開発研究主任で、兄同様にキャビアの配下。マカロニのことは「アンちゃん」と呼ぶ。ゾイドをバラして研究するのが趣味。いつも知恵の輪を弄っている。空気を読まない間の抜けた言動も多く、アラシに「バカウザ兄弟」と評される。搭乗ゾイドはクワーガ。その後、キャビアによって「ガブ」られている。
ラッキョー
声 - 矢部雅史
第8話より登場。ギャラガーの側近となる四天王の候補だが、ギャラガー曰く「ずっと（＝最後まで）最終秘密兵器でいい」と言われている。また、他の四天王からもあまり相手にされない傾向が見られる。ベーコンから「タマネギ」見たいな頭だと呼ばれた。搭乗ゾイドはクワーガ。
ギャガラーのためと言いながら勝手な判断をするため、ギャラガー本人からは横からしゃしゃり出るなと釘を刺される。
Zボーイズ/Zガールズ
デスメタル軍の下っ端である兵士たちの総称（女性の場合はZガールズ）。髪型や体格はバラバラだが、やや愛嬌のあるデザインの仮面を全員が被っているために本来の表情は窺えない。上官命令には絶対服従の駒とされているが、時には愚痴を言うこともある。

#### その他
イカヅチ
声 - 桐本拓哉
アラシの父親。漫画ではアラシから「とーちん（ルビは「父ちゃん」）」などと呼ばれている。漫画では串焼きを咥えている。
グラキオサウルスを相棒に世界を旅するゾイドハンターで、アニメでは村を隕石から、漫画では大火事からイナカ村を守った実績がある。現在は所在不明であったが、45話でアラシと再会し、今でもグラキオサウルスと共に世界を旅していたことが判明する。ゾイド寺院に立ち寄ってムシ仙人と会っていたと示唆されており、見所があるが昼寝ばかりする変な奴だったと評された。
タイフウ
声 - 梅津秀行
アラシの祖父。アラシがゾイドに憧れるのを反対する。
漫画では、イナカ村の長であり、侵入してくるゾイドを単身撃退してきた強者で、ハンマーだけでギルラプターの前に立ち塞がった。アラシから「じーちん」と呼ばれている。
シャーベット
漫画版に登場するイナカ村の店の娘。祖父の不満を述べるアラシを諭していた。
サンラータン
声 - 三森すずこ
情報通の運び屋。相棒はキャタルガ。
第10話より登場。少女のような容姿だが年齢不詳。会話の語尾に「たん」とつけて話すのが口癖だが、カネにがめつく怒ると荒い言葉使いになる。交流範囲が広く、シュプリーム団とも面識がある。空腹で道に迷っていたアラシたちを助けたことにも代金を請求するなど、基本的にどんなことにも対価（金額は気分により変動している）を要求するようだが、自分の用件のついでに行うことや世話になっている人物へのサービスなど例外もある。
トッハ
声 - 多田野曜平
テンガロ村の村長。極端に高さのあるテンガロンハットを被っている。孫娘にカロン（声 - 藤原夏海）がいる。極端にツバの長い野球帽を被っている隣のベスボ村の村長プッキャ（声 - 宮澤正）との喧嘩祭りにアラシとクロアメを巻き込む。
シメジ
声 - 高橋未奈美
第9話登場。森でクワーガやカブターたちと共に住んでいる少年。金属質の樹液を出す森の王の声を聴くことができるという。
ヒジキ
声 - 村田太志
第15話登場。天才ゾイドハンターを自称しているが、なぜかゾイドに嫌われる性質のため相棒ゾイドが不在。実家は薬草屋を営んでいたが、ゾイドハンターを目指して故郷を飛び出していた。アラシたちの協力を得てゾイドハンターになったような演技をしていたが、デスメタル帝国軍が父親の薬草畑を焼き払おうとした時にはワイルドライガーで立ち向かおうとした。
ムシ仙人
声 - 山口勝平
第21話で本編初登場（初出は第2クールのオープニング映像）した自称500歳の老人。ゾイド寺院にグソックと共に住んでおり、イケメンと称して若い女子を呼び込もうとしていた。紫色のサングラスにどじょう髭の顔立ちで、手には大きな杖を持っている。帽子の下にカツラを被っているが、最後に残っている2本（束）の地毛が触覚のように見える。隙あらばスケベな言動をしてくる怪老人だが、生身でもグソックでも目にもとまらない俊敏さを示し、アラシやワイルドライガーを翻弄する。グソックによるワイルドブラストの時には、丸まったグソックの内側に飛び込んで収まる。
かつては、ベーコンとギャラガー（ミミガー）の才能を見いだして弟子にしていた。野生のラプトール・カブター・クワーガの群れを呼び寄せてフリーダム団の修行の相手をさせ、飄々として人を食うような態度ながら3人の弱点を指摘して克服させた。アラシをとんでもない逸材としつつ、ワイルドライガーとアラシの組み合わせは諸刃の剣だとゾイド寺院の隠し壁画を見ながら予見している。
スフレ、ナッツ、トマト
声 - 中川翔子、高垣彩陽、戸松遥
第23話登場。とある村の3人兄弟（順に姉・弟・妹）。両親は病没しており、スフレがナッツとトマトの母親代わり。スフレを含めてゾイドへの警戒が強い集落で、ナッツとトマトだけは森で出会った大人しい野生のラプトールを「レイン」と名付けて世話をしていた。
ラーユ
声 - 悠木碧
第24話から登場。ギョーザの妹。病弱であり、兄がプレゼントしてくれたぬいぐるみのスジョーユと常に留守番している。
ワンタン
声 - 郷田ほづみ
第27話に登場したサンラータンの父親。運び屋の仕事のために幼少のサンラータンと共に過ごす時間はほとんど無かったが、仕事にサンラータンが同行するようになると、人々のために信念を持って取り組む姿を見せることができた。その後、サンラータンに運び屋家業をキャタルガと共に引き継がせることに決め、ワイハー島で隠居生活を送っている。サンラータンの手作りハンバーグが大好物。
バーガー
声 - 宮本充（口笛演奏 - くちぶえ村の村長）
第34話に登場したレジスタンスの隊長。数名程度の小さなレジスタンスだが、相棒のクワーガと共にワイルドブラストを駆使してデスメタルに対抗してきた。しかし、ワイルドブラストを多用する戦いでクワーガにダメージが蓄積していき、他のレジスタンスに協力を頼むために村を離れた隙にデスメタルの襲撃を受けて村は全滅。相棒と仲間を自分のせいで失ったと思って酒浸りとなり、自嘲するだけでなくゾイドとの絆（ワイルドブラスト）そのものに否定的な言動でアラシに大きな動揺を与えたが、フリーダム団に支えられて立ち直ったアラシと、デスメタルの追跡から逃亡していたクワーガや仲間たちが生還していたことから、再びゾイドとの絆を強くした。よく口笛を吹いている。
シュガー
声 - 日野聡
第40話に登場したソルトの父親。ソルトの極度の方向音痴は親譲り。当時息子と共に外の世界を旅していたが、運悪く群れとはぐれ苛立った野生のラプトールに襲われ、息子を守るために遠くへ逃げラプトールを誘き寄せようとするも、極度の方向音痴が災いしてソルトを見失ってしまう。その後再会したソルトに捨てられたと思い、すれ違いが発生してしまっていたが、アラシから「逃げることから逃げてない」と励まされ、ソルトに逃げることの本当の正しさを見せることでわだかまりが解消した様子。

### ゾイドワイルド ZERO

#### 主要人物
レオ・コンラッド
声 - 野上翔
ZEROの主人公。新地球歴30年の地球で、相方のバズと共に運び屋稼業を営む。自ら発掘したライガーを相棒とする。10年以上前に行方不明となったジョシュア・コンラッド教授の息子。
サリーのペンダントの影響で右腕の一部が金属化した。金属化は皮下組織の下まで及んでいるが、痛みなどはなく（ランドの腕に比べると）綺麗な状態である。レオ自身は、この力でサリーを救うことが出来たので、この腕を気に入っている。
通常、エヴォブラスト（ワイルドブラスト）の際には耐Bスーツなどで負担を軽減する必要があるが、この金属化した右腕によりスーツの装着を必要とせずエヴォブラストを負担なしで開放することができる。また、この右腕を介してリジェネレーションキューブを操作することもできる。物語終盤でイレクトラの策略により金属化されるがゾイド因子を浴びていたサリーの涙により復活し、最終決戦ではゼログライジスに特攻した寸前に最後のリジェネレーションキューブを機動させ無事に生還を果たし、世界を救った。戦後は父親と同じ考古学者になる為に１人で旅する事になったがサリーと共に同行する事になった。
サリー・ランド
声 - 千田葉月
ZEROのヒロイン。レオたちが旧市街地で出会った謎の10代の少女。科学者ウォルター・ボーマンの孫娘で、地球に帰還した入植第1世代。博士から託された謎のペンダントを手がかりに、行方不明となった祖父を探そうとしている。
実はフランク・ランドの娘。危険なゾイド研究に没頭するランドの金属化した腕が暴走を始めたため、サリーに危害が及ぶことを恐れた母親クリスタがサリーを連れてランドの元から去っており、父親は他界したことになっていた。
終盤ではイレクトラの策略によりレオを金属化仕掛けるがゾイド因子を浴びた彼女の涙が復活の切り札になった。戦後はボーマン博士の研究に協力するが彼の進めによりレオと一緒に旅をする事になった。
バズ・カニンガム
声 - 保村真
レオと共に運び屋稼業を務める青年。旅費の確保など現実的面を重視しているレオたちの兄貴分で、顔が広く交渉術に長けている。一方、一攫千金が可能な状況になると命よりもそちらを優先することもある。相棒とするゾイドは持っていないため、21世紀当時の自動車を運転する。
ジョー・アイセル
声 - 日笠陽子
共和国軍統合本部所属の少佐。コンラッド教授の著書に感銘を受けて学者となった地球考古学者の女性で、共和国軍の発掘チームのリーダー的立場だった。相棒は「ラプちゃん」と呼ぶラプトリア。ゾイド遺跡で出会ったレオやサリーと旅を共にする。軍の認識番号は92601968。入植第2世代。戦後は軍を離れ考古学者に返り咲き「ラプちゃん」と共に旅立ってた。
クリストファー・ギレル
声 - 増田俊樹
共和国軍1個師団を殲滅させた実績から『赤き死神』の異名を取る帝国軍中尉。スナイプテラを愛機とするエースパイロット。帝国軍の中でも高い実力があるため他者を見下す傾向があるものの、唯一コリンズ准将を尊敬しているほか、レオの成長などは（ライバルとして）認めるような発言もある。コリンズの推挙でランド博士が進めるジェノスピノの復元に協力しており、本来ならばライダーになる予定だった。シーガル准将によってコリンズに帰せられた汚名を晴らすため、共和国のディアス中佐のもとに単身で赴き、彼にスナイプテラを貸し出す。ジェノスピノのゾイドコアを貫くという任務を遂行する際にはレオにジェノスピノのデータを提供する。その後、共和国のキャタルガでレオを援護している。
ジェノスピノ事件後、フィオナ皇帝が関心を示したことで護衛役という名目で話し相手に呼ばれる。帝国側に拉致されたサリーの救出を依頼されるとフィオナの勅命で少佐に特進して事態に介入、反乱軍のオメガレックスに対抗するため復活されたジェノスピノのライダーとなる。ゼログライジス戦では引き続きジェノスピノのライターとしてディアスと共に立ち塞がるが返り討ちあい吸収されるが相手が弱まったことで無事に生還したが満身創痍の状態で食い止めた。
バーン・ブラッド
声 - 古川慎
帝国軍の元二等軍曹。ガトリングフォックスを愛機とする。Z-Oバイザーによりフォックスが苦しんでいることを知り、ボーマン博士にZ-Oバイザーを外してもらって帝国軍から脱走。ジャミンガ退治などの雇われ仕事をしながら帝国から逃亡している。成り行きからレオらと行動を共にしたり、ジェノスピノと戦う共和国軍とも協力したりした。ゾイドライダーとしての腕前はギレルも評価している。物語の終盤ではオメガレックス戦並びにゼログライジス戦で大きな戦果を上げた。戦後はフィオナ皇帝から恩赦を受け晴れて1人の傭兵として歩み始めた。

#### 共和国
クライブ・ディアス
声 - 三上哲
共和国軍中佐。物語当初の乗機はトリケラドゴス改。入植第2世代。
ゾイドライダーとして優れており、帝国軍ギレル中尉のスナイプテラに傷を負わせた唯一の軍人としてギレルから一目置かれていた。ジェノスピノに対する要塞都市モザイク防衛戦ではその矢面に立つが、ビーストライガーを庇ってトリケラドゴス改を失う。後に対オメガレックス戦では専用のワイルドライガーで戦う。シェリー大佐からジェノスピノのライダーを任じられるが、当の本人はギレルが相応しいと考えており、アクシデント発生時に機転を利かせてライダーを譲った。ゼログライジス戦ではオメガレックスのライターとしてギレルと共に立ち塞がるが返り討ちにあい吸収されるが相手が弱まったとたん出て来て無事に生還するが満身創痍の状態で食い止めた。
第1世代の両親（声 - 内田直哉、塩田朋子）は首都ネオヘリック内でパイが名物の料理店を営んでいる。
モーガン・ギャレット
声 - 土師孝也
共和国軍少将。大統領代理として帝国軍との外交も行う。入植第1世代。
対ジェノスピノ作戦、対オメガレックス作戦などで最高責任者的な役割を果たしている。
シェリー・ハント
声 - 浅野まゆみ
共和国軍大佐。ディアスの幼馴染みである金髪の女性将校。入植第2世代。
オメガレックスへの対抗手段としてジェノスピノの復活を提案し、かつ共和国軍が主導権を握るためディアスのそのライダーへと強く押した。私情よりも外交的・政治的な国益を優先する人物。
ダン・クレストウッド
声 - 江原正士
共和国大統領。入植第1世代。政治家として共和国の市民と財産を守るカリスマの持ち主で共和国軍の最高司令官も兼ねている。物語の終盤ではゼログライジス撃破作戦の指揮を執った。
クラウド
声 - 山本匠馬
クワガノス発掘・復元のための秘密基地司令を務める共和国軍大尉
ジェイク・ラモン
声 - 興津和幸
空を飛ぶことを夢見ていた青年。独自に手に入れたマグネッサーウイングとスクラップ部品で飛行装置を作ろうとしていた。バズが保証するほど飛行のセンスは良く、耐Bスーツも着ずに初めて乗り込んだクワガノスで帝国軍ゾイドを撃退することができた。後に共和国軍に入隊、第17航空基地所属の一等空士としてソニックバードのライダーとなり、終盤では空曹長に昇進している。

#### 帝国
リュック
声 - 岸尾だいすけ
キャノンブルを乗機とする帝国軍の隊長（階級不明）。入植第2世代。サリーの捜索中にレオとライガーに出会う。僚機のキャノンブルを率いて何度もレオと交戦した。その後、リジェネレーションキューブの捜索隊の隊長としてレオたちと共闘することになった。
シェル
声 - 浜田賢二
リュック隊長麾下の軍曹。バズートルを乗機とする。入植第2世代。
ダグラス・アルドリッジ
声 - 三木眞一郎
帝国軍少佐。ギレルやリュックを指揮する立場だが、好戦的な野心家であり、ギレルとの仲も良好とは言い難い。入植第2世代。
当初の乗機はスティレイザー。コリンズの死後、ギレルの代わりに自らがジェノスピノのライダーとなって共和国に侵攻するが、長時間の操縦・戦闘の負荷に耐えきれずに力尽きた。敗戦後には縛され、シーガルの陰謀の共犯者として階級剥奪の上で刑務所に移送されるはずであったが、ランド博士が身元引受人となり釈放された。その後、ファングタイガー改を与えられて反乱軍に加わっている。強いゾイドのライダーになることに執着している様子で、ジェノスピノやオメガレックスの他のライダー候補者に露骨に対抗心を見せる。シーガルがジャミンガと手を組んだのを機にオメガレックスのライダーとなるがその支配下にされた。しかし、共和国と帝国の合同軍による攻撃により弱点を突かれて最後はレオによりロングバスターキャノンを3発撃ち抜かれ機能が停止し、身柄は合同軍に再逮捕された。
コリンズ
声 - 速水奨
ギレルたちを統括する帝国軍准将。ギレルに唯一尊敬されていた人物。ジェノスピノの復元は抑止力になると考えており、ギレルをジェノスピノのライダーとしてランドに推挙していたが、志半ばで病没。
フランク・ランド博士
声 - 稲葉実
帝国軍の科学最高顧問。サリーの父親で、コールドスリープせずに歳を重ねたためにボーマンと同等かそれ以上の年齢となった。入植第1世代。
耐BスーツやZ-Oバイザーの開発者。元々は共和国所属の科学者だったが、自らの研究のために離反して帝国に寝返った。ジェノスピノの発掘・復元に強く執着していたが、ジェノスピノがレオとライジングライガーに倒されると、オメガレックスを起動させるためにリジェネレーションキューブを狙う。ボーマン曰く「最強ゾイドを作ることにしか興味が無い男」で、狂気の実験と言われている。かつてゾイドの実験を行っていた時に事故で大量のゾイド因子を浴びたことで、右手が金属化して不思議な能力を有している。ただし、そのゾイド因子が粗悪だったためか、金属化した右腕が暴走することがある。イレクトラと共謀関係を結んでおり、終盤ではゾイド人間となり、ゼログライジスで共和国首都を破壊の限りを尽くすが、レオとライジングライガーの特攻された末に敗北し、イレクトラと共に消滅した。
ノックス
声 - 三宅健太
ナックルコングを乗機とする帝国軍大尉。帝国軍ではバーンの上官だった。入植第2世代。
ビクター・スピーゲル
声 - 高橋広樹
ドライパンサーを乗機としている帝国軍人。バーンの駆るガトリングフォックスに敗れてドライパンサーが使えなくなった後はハンターウルフ改に搭乗する。
ジョナサン・シーガル
声 - 堀内賢雄
コリンズの後任となった帝国軍准将。アルドリッジをジェノスピノのライダーに任じ、共和国への侵攻を画策。共和国代表との外交の場でも、慇懃無礼な態度で「好戦的で危険な思想を持つコリンズが独断でジェノスピノを復元した」と偽りを語るなど、かなり狡猾な謀略家。陰謀が暴かれて失脚し、軍法会議で軍籍剥奪と禁固500年の刑を言い渡された。しかし、密かにランドの元に呼ばれて共に帝国に反旗を翻す。ジャミンガに基地を襲撃されるが目的のために手を組んだ。しかし、終盤ではジャミンガの首領であるイレクトラに利用され末に裏切られ、基地は放棄した。そして、最後のリジェネレーションキューブを入手し、交渉の取引材料としていた。しかし、要求を拒否され、最後の戦いを挑んだ末に敗北し、最後はリジェネレーションキューブもろとも自爆するが失敗し、身柄は合同軍に再逮捕された。
フィオナ
声 - 古賀葵
帝国皇帝の若い女性。シーガルの陰謀について謝罪するため、共和国まで自ら赴いている。後にギレルを御側付きに任命している。異母姉妹であるハンナのことは知らなかった。物語の終盤では自らスナイプテラのライターとして護衛を率いてレオたちの元へ赴き感謝と激励を送った。
ジーン・エレシーヌ・リネ
声 - 大本眞基子
フィオナの身辺の世話をする侍女。メルビルの出生の秘密を知る数少ない人物である
ハンナ・メルビル
声 - 内田真礼
ランド博士の助手を務める帝国軍少尉。青いスナイプテラを乗機としているが、後にオメガレックスのライダーに任じられる。
孤児院で生活していた幼少期に、侵入してきたジャミンガを制止させたことを気味悪がられて周囲から孤立するが、それがランド博士の目にとまって引き取られた。そのためランドを父親と思って従ってきたが、実際には帝国前皇帝が側室に生ませた子であり、正室に子（フィオナ）が誕生したために私生の子として遠ざけられた。ランドとシーガルにより反乱軍の旗頭として利用され、慕ってきたランドとの間で苦悩する。基地内に意識を持つジャミンガが現れ、そこで手を組むところを目撃した。最終的にシーガル達と決別の道を選ぶが、追われる身となったところでレオ達に保護された後、ランド博士を止めるために行動を共にするようになった。戦後はボーマン博士の研究を平和利用の為に助手として残り、彼を支えた。

#### その他
ウォルター・ボーマン
声 - 安原義人
サリーの祖父。地球再生の鍵を握る科学者。入植第1世代。
地球の環境を回復させるためにリジェネレーションキューブを復活させようとしていたが、帝国からは追われていた。
エド・マイス
声 - 高木渉
ゾイドの発掘研究者。かつてラプトール系のゾイドが多数発掘されたものの、掘り尽くしたと考えられて蜂起されたラプス島で独自に発掘を行っていた。しかし、帝国に資金援助を求めたところ、バーンをおびき出すのに利用された。結局、ラプス島にオメガレックスの化石が眠っていることがわかると、島ごと帝国軍に接収された。
ジョシュア・コンラッド
声 - 堀川仁
レオの父親。軍人であり大学教授でもある。ある日を境に行方不明となった。実はイレクトラと接触しており、ゼログライジスの復活を強要するが拒否し、彼を金属化させた。息子のレオが発見するまで現在の姿に至った。
ボルコフ
声 - 松本保典
コンラッド教授の弟子。不良時代にコンラッド教授に拾われて、更正した事により、弟子となり、研究の手伝いした。ある日を境に行方不明となった後も彼の遺品と共に墓を作った。レオがコンラッド教授の息子であると驚愕した。またゼログライジス攻略の手掛かりである教授の墓から遺品のノートを提供した。
イレクトラ・ゲイト
声 - 朴璐美
130年前の惑星Ziからの脱出移民時に科学船で起きた反乱の首謀者。本作品ではランドと共に最後の敵として地球を脅威に陥れた女。
反乱で乗っ取った科学船が不慮の事故により過去の地球に到着してしまい、暴走したリジェネレーションキューブの本体に取り込まれてゾイド化した。地球をゾイドの惑星に創り替えるために高い知識を持つ人間に接触を図り、かつてジョシュア教授を利用しようとしたが拒絶される。その後、マッドサイエンティストであるランド博士を使って、自身とゼログライジスの完全復活を目論んだ。終盤では自身の体とゼログライジスを復活果たし更にレオを金属化するが失敗し、最後は復活したレオとライジングライガーの特攻によりランド博士と共に敗北、消滅した。
デニス・ニールソン
声 - 浪川大輔
惑星Ziの帝国の科学者だったが、イレクトラの反乱に荷担した男。
ゼロファントスで暴れ回った後に共和国軍に捉えられるが、体を液体金属化させて脱走。特殊能力でディアスのワイルドライガーを操った。

### ゾイドワイルド2

#### ゾイドコマンドフォース
獣機（じゅうき）カイ
ワイルド2の主人公。技量と知識の豊富なZCFのメンテナンス要員だが、感情的でドジも多いため、問題児扱いされていた。危険な未知のゾイドとして厳重に保管されていたビーストライガーを相棒しており、後に自らの手によってライジングライガーへと改造した。
獣機シュウザ
カイの兄。獣騎士と呼ばれるほどのNo.1エース。ガトリングフォックスを相棒とする。
ジェノスピノとの戦いの後にレッドケルベロスに捕縛され、古代の異星人の血を受け継ぐゾイド人であることが判明した。
デイビス・マイルス
ZCF総督。厳格な性格で、問題行動の多いカイを厳しく見守る。個性的な顎髭・口髭が特徴。
コメマル
ZCFの隊員。
トラキチ
シュウザ直属の三獣士と呼ばれるZCFのエース隊員の一人。相棒はファングタイガー。
クマゴロウ
シュウザ直属の三獣士の一人。相棒はグラキオサウルス。
クモメ
シュウザ直属の三獣士の女性。相棒は巨大なスパイデス。

#### レッドケルベロス
プレディ・ラプソディ
ライガーを奪おうとしたレッドケルベロス所属のテロリスト。筋肉隆々とした体格を持ち、英語混じりの独特の話し方をする。乗機はキャノンブル。
大空（おおぞら）イルカ
スナイプテラを乗機とする少年。
パンク・ブラック
多くの要人を暗殺してきた男。褐色の肌とドレッドヘアーの容貌をしている。乗機はドライパンサー。
ギャラガー13世
レッドケルベロスのスポンサー的な立場にある青年資産家。前作（ゾイドワイルド）に登場するギャラガーと共通的な名前・容姿をしている。乗機はオメガレックスで、騎乗中に紅茶を飲むなど優雅に振る舞う。

### ゾイドワイルド戦記
クエイド中佐
共和国軍、ギルラプターLCのライダー。
ブレイズ大尉
帝国軍、バーニングライガーのライダー。

## 用語
ゾイド
金属の肉体と動物の本能・闘争心を持つ最強の生命体、動物の本能とメカの強靱さを併せ持つ、戦う意志を持つ金属生命体などとも言われる。数万年前に宇宙から飛来した1つのゾイドコアを起源として発祥し地球生態系の頂点に立つ生命体となった。現在では多くのゾイドが石化して地中に埋まっているため、人間の手によって発掘・復元されて（落雷などによる自然に復活する場合もある）、相棒となったり戦闘兵器として使われている。生命体であるためある程度の傷は自然治癒するが、大きな怪我の修理や定期的なメンテナンスも必要。
本能解放（ワイルドブラスト）
ゾイドワイルドに登場するゾイドの最大の特徴となる必殺技。リアルムービングキットでもギミックとして実装されている。呼称や演出はアニメ・漫画の作品ごとに異なるが、後述の強制解放（デスブラスト）・進化解放（エヴォブラスト）・兵器解放（マシンブラスト）も総じて本能解放の一種。
- アニメ『ゾイドワイルド』・漫画『ゾイドワイルド』『ゾイドワイルド2』では、ライダーとの間に究極の絆を結んだゾイドが、ライダーの思いとシンクロして闘争本能が最大級に高まった時に発動させており、その時にはゾイドとライダーの左目が青白い炎のように輝く。
- 『ゾイドワイルドZERO』では地球上に発生したゾイドが闘争本能を解放した脅威的な瞬発能力のことをワイルドブラストと呼ぶ。機械的な操作で発動させることが可能だが、かなりの荷重と負荷がライダーにかかるため耐Bスーツの着用が必要となる（レオを除く）。目が炎のように発光する演出はない。

表記と発音については、玩具パッケージや復元の書などでは「本能解放」と書いて「ワイルドブラスト」とフリガナを振っているが、公式サイトやラジオなどでは「本能解放（ほんのうかいほう）ワイルドブラスト」という併記、アニメでは「ワイルドブラスト」は発音のみ、表記も「本能解放（ほんのうかいほう）！」となっている。

### ゾイドワイルド（アニメ・漫画）
ワイルド大陸
地球上にある大陸で、アニメ・漫画『ゾイドワイルド』の舞台。各地でゾイドが発掘、復元されている。
ゾイドキー
ゾイドが絆を結んだ相手に与えるアイテム。ゾイドに差し込むと身体能力が大幅に向上して固有の能力を発揮することができ、本能解放を発動させる文字通り鍵となる。ゾイドキーはそれぞれ固有の形状になっている。
デスメタルキー
デスメタル軍がゾイドを強制解放するために使うアイテム。当初は皇帝ギャラガーと四天王しか使えず、量産化を目指していたが難航していた。35話でようやく量産化に成功した。
強制解放（デスブラスト）
デスメタル軍がデスメタルキーで機械的・強制的に発動させる本能解放。強制解放時、ゾイドとライダーの右目が赤黒い炎のように輝く。試作の複製デスメタルキーでも不完全な状態ながら一応発動できた。
本能解放と同様に、「強制解放」と書いて「デスブラスト」とフリガナをつける他、「強制解放（きょうせいかいほう）デスブラスト」もしくは「デスブラスト」のみとする場合がある。
極限解放
本能解放の一段上となる状態。アニメ13話でベーコンとファングタイガーが発動させたが「（ファングタイガーが）自身のことも分からなくなっているのではないか」と言われるほどの戦い振りを披露した。台詞では「きょくげんかいほう」と発音しており、特殊な読み方はしていない。
古大秘宝Z（ゼット）
アニメ・漫画『ゾイドワイルド』の物語の鍵となる伝説のお宝。「世界の全てが手に入る」と言われておりベーコンも狙っていた。

### ゾイドワイルド ZERO
進化解放（エヴォブラスト）
ビーストライガー以降の"生物ゾイド"が発動する本能解放。コクピット内のライダーによる、機械的な操作と「進化解放、エヴォブラスト」というかけ声と共に発動するが、その様子を総じて「ワイルドブラスト」と呼ぶこともある。ワイルドブラスト時には、コクピットに相当の衝撃がかかるため、通常は耐Bスーツの着用が必要とされる。
兵器解放（マシンブラスト）
キャノンブル以降の"兵器ゾイド"が機械的に発動させる本能解放。コクピット内のライダーが機械的な操作で制御トリガーを解除し、「兵器解放、マシンブラスト」というかけ声と共に発動するが、その攻撃を「ワイルドブラスト」と呼ぶこともある。
ゾイドクライシス
突然現れたゾイドと度重なる地殻変動により、地球の現代文明が滅びた大災害。西暦2000年代は同災害の前であり、『ZERO』で描かれるのは約100年後の世界。
耐Bスーツ
ワイルドブラストを発動させた時に、ライダーを強烈な負荷と過重から保護するための特殊スーツ。ランド博士により開発されたシステムだが、ランド博士が帝国に亡命したために両国が使用されている。しかし、ジャミンガに意識を乗っ取られたことにより、ライターたちはコントロールされた。メルビルの証言で一時的に着用禁止を余儀なくされるが後に改良型の新型耐Bスーツが開発された。
ネオヘリックシティ
惑星Ziから地球に帰還した共和国の首都。
その他、共和国の主要都市には、第2の都市ニューホープや要塞都市モザイクなどがある。
ネオゼネバスシティ
惑星Ziから地球に帰還した帝国の首都。移民船が皇帝の御座所になっている。
リジェネレーションキューブ
ボーマン博士が開発した。地球再生装置。起動すると光輝いて最後は地面に潜る。ランド博士とイレクトラもそれを狙っている。黄色はゾイドと人間が共存する光その物に対し、紫色はゾイドだけの世界を作る闇その物である。

### ゾイドワイルド2
ゾイドコマンドフォース
進化ゾイドを使って治安を守る正義の組織。通称はZCF。
レッドケルベロス
世界最悪のゾイドテロリストと呼ばれる悪の組織。RCと略される。

## 漫画・書籍

### ゾイドワイルド（漫画）
アニメの放送（2018年7月）に先行して『月刊コロコロコミック』2018年5月号（同4月発売）から連載を開始、2019年6月号で連載終了。著者は森茶。登場人物やストーリーの展開などアニメと異なる点も多いが、ワイルドライガーと出会ったアラシが古大秘宝Zを求めて旅に出るという王道冒険譚である。
単行本
1. 2018年8月28日発売、ISBN 978-4-09-142760-1
2. 2018年12月28日発売、ISBN 978-4-09-142838-7
3. 2019年6月28日発売、ISBN 978-4-09-142899-8

### ゾイドワイルド2（漫画）
『月刊コロコロコミック』2019年9月号（同年8月発売）より連載。著者は前作に引き続き森茶だが、タイトルや主人公を含む主要登場人物などの設定がアニメと共通していた前作とことなり、アニメ第2期（ゾイドワイルドZERO）とは全く別の物語となっている。ゾイドワイルド2では、前作から500年後の世界を舞台に、ゾイド犯罪対策組織ZCF（ゾイドコマンドフォース）の隊員である獣機カイとビーストライガーが、ゾイドテロリスト集団レッドケルベロスと戦う物語が描かれる。
単行本
1. 2019年12月27日発売、ISBN 978-4-09-143136-3
2. 2020年6月26日発売、ISBN 978-4-09-143203-2
3. 2020年12月25日発売、ISBN 978-4-09-143255-1

### 公式ファンブック
1. 2019年12月27日発売

## テレビアニメ

### 第1期
2018年7月7日から2019年6月29日まで毎日放送をはじめとするTBS系列全28局『アニメサタデー630』第1部にて放送された。同系列におけるゾイドシリーズとしては、『ゾイド新世紀スラッシュゼロ』以来17年ぶりの新作であり、ゾイドのアニメシリーズとしては初のハイビジョン作品である。ナレーションは銀河万丈、次回予告はイカヅチ役の桐本拓也がそれぞれ担当している。第26話の翌週の2019年1月5日には、過去の放送分を振り返る特別編が放送された。出演は鈴木健太（毎日放送宣伝担当、元アナウンサー）、スカイピース、ナレーションは白瀬ちゅうゐ。
第1期に登場するゾイドは、リアルムービングキット（玩具）の設計に使った3Dデータを用いている。朝日新聞のテレビ番組コラムによれば、10歳前後の小学生向けのアニメなので大人がのめり込むようなストーリーでは無いが、縦横無尽に動き回るメカの描写は格好良い作品であるとコメントしている。
後述する第2期（ZERO）とは作品としての繋がりはないが、公式では便宜的に1期と表現される。

#### スタッフ
- 原作 - タカラトミー[75]
- 監督 - 須藤典彦[75]
- シリーズ構成 - 広田光毅[75]
- キャラクターデザイン - 村上李香[75]
- 美術監督 - 加藤浩、保木いずみ[75]
- 色彩設計 - 佐藤直[75]
- 撮影監督 - 柏木健太郎、今泉秀樹、蔡伯崙[75]
- 編集 - 後田良樹[75]
- サブキャラクターデザイン - 本田隆
- プロップデザイン - ヒラタリョウ、コレサワシゲユキ[75]
- 音響監督 - 松岡裕紀
- 音楽 - 朝倉紀行[75]
- 音楽プロデューサー - 村田莉恵（第38話まで）、原田絵美（第39話以降）
- プロデューサー - 平位俊雄、亀井博司、古市直彦、嵯峨隼人、備前島幹人、長尾啓樹、前田俊博、日比政広（第26話まで）、平野恭子（第32話以降）
- アニメーションプロデューサー - 櫻井涼介
- アニメーション制作 - OLM TEAM SAKURAI[75]
- 製作 - ZW製作委員会

#### 主題歌

##### オープニングテーマ
「Starting Over」
第1クールで使用されたDISH//による楽曲。作詞・作曲は新井弘毅、編曲は新井弘毅とトオミヨウ。
「Defiance」
第2クールで使用されたジェジュンによる楽曲。作詞は森若香織、作曲は成海カズト、編曲は佐久間誠。
「Sky Flight」
第3クールで使用されたスカイピースの作詞・歌による楽曲。作曲は宮川拓とスカイピース、編曲は宮川拓。
「決闘」
第4クールで使用されたPENGUIN RESEARCHによる楽曲。作詞・作曲は堀江晶太、編曲は堀江晶太とPENGUIN RESEARCH。

##### エンディングテーマ
「少年の僕へ」
第1クールで使用されたPENGUIN RESEARCHによる楽曲。作詞・作曲は堀江晶太、編曲は堀江晶太とPENGUIN RESEARCH。
「blue moon」
第2クールで使用された中川翔子による楽曲。作詞は中川翔子とmeg rock、作曲・編曲は加賀山長志。
「スピードアップ」
第3クールで使用されたnoovyによる楽曲。作詞は葉澄草子、作曲は鴇崎さとし、編曲はAkihito TanakaとSeiji Motoyama。
「best friends」
第4クールで使用されたスフィアによる楽曲。作詞はyozuca*、作曲は黒光雄輝、編曲は矢鴇つかさ。

##### 挿入歌
「WILD BLUE」
第36・42・50話を除く全話の挿入歌、第50話のエンディングテーマとして使用されたPENGUIN RESEARCHによる楽曲。作詞・作曲は堀江晶太、編曲は堀江晶太とPENGUIN RESEARCH。

#### 各話リスト
| 話数   | サブタイトル                       | 脚本             | 絵コンテ                              | 演出                         | 作画監督                                                                         | 総作画監督               | 放送日         |
| ------ | ---------------------------------- | ---------------- | ------------------------------------- | ---------------------------- | -------------------------------------------------------------------------------- | ------------------------ | -------------- |
| 第1話  | 本能解放！ワイルドライガー         | 広田光毅         | 須藤典彦 深沢幸司                     | 牧俊治                       | 岡田絵里香 宮井加奈                                                              | 高橋瑞香                 | 2018年 7月7日  |
| 第2話  | 襲来！デスメタル                   | 広田光毅         | 大宙征基                              | 福元しんいち                 | 菅原浩喜 相原理沙 漢人寛子                                                       | 高橋瑞香                 | 7月14日        |
| 第3話  | 目覚めよ！ゾイド王の誇り           | 広田光毅         | 飯村正之                              | 飯村正之                     | In Tae Sun Kim Dae Hoon                                                          | 高橋瑞香                 | 7月21日        |
| 第4話  | 強敵！デスメタル四天王             | ふでやすかずゆき | 飯島正勝                              | 岡本恵里香                   | 宍戸久美子                                                                       | 高橋瑞香                 | 7月28日        |
| 第5話  | 掴めお宝！サソリゾイドの女         | 赤尾でこ         | 奥田誠治                              | 比久保弘之                   | 柏木信弘 向山祐治 門智昭                                                         | 高橋瑞香                 | 8月4日         |
| 第6話  | 祭りで決闘！ライガーvsグラキオ     | 加藤還一         | 大宙征基                              | 古賀一臣                     | 田内亜矢子                                                                       | 高橋瑞香                 | 8月11日        |
| 第7話  | 怪亀！その男 ゾイド博士            | 十川誠志         | 高橋ナオヒト                          | 上原秀明                     | 岡田絵里香 宮井加奈 角谷知美                                                     | 高橋瑞香                 | 8月18日        |
| 第8話  | 激突！ギルラプター、再び           | 広田光毅         | 砂和寛徳                              | 藤本義孝                     | 横松雄馬 秋元勇一 宍戸久美子                                                     | 高橋瑞香                 | 8月25日        |
| 第9話  | 神秘！ゾイドを癒す少年             | 十川誠志         | 砂和寛徳                              | 北村翔太郎                   | 宍戸久美子 本田隆 田口広一 横松雄馬 中山裕美 田中康勝                            | 高橋瑞香                 | 9月1日         |
| 第10話 | 強烈！ノリとゼニーとトリケラドゴス | ふでやすかずゆき | 大宙征基                              | 福元しんいち                 | 菅原浩喜 相原理沙 漢人寛子                                                       | 高橋瑞香                 | 9月8日         |
| 第11話 | 突撃！恐怖の都市カンゴク           | 加藤還一         | 吉村文宏                              | 関大                         | 多田和春 桜井このみ Jumondou Soul                                                | 高橋瑞香                 | 9月15日        |
| 第12話 | 狡猾の罠！ライガー危うし！         | 赤尾でこ         | 砂和寛徳                              | 浅見松雄                     | In Tae Sun Kim Dae Hoon                                                          | 高橋瑞香                 | 9月22日        |
| 第13話 | 史上最狂ゾイド デスレックス        | 広田光毅         | 中重俊祐                              | 牧俊治                       | 岡田絵里香 宮井加奈                                                              | 高橋瑞香                 | 9月29日        |
| 第14話 | 暴走！アラシの叫び                 | 十川誠志         | 砂和寛徳                              | 古賀一臣                     | 田内亜矢子                                                                       | 高橋瑞香                 | 10月6日        |
| 第15話 | ライバル!?天才ゾイドハンター       | 十川誠志         | 北村翔太郎                            | 上原秀明                     | 細山正樹                                                                         | 高橋瑞香                 | 10月13日       |
| 第16話 | アラシ危うし！哀しき賞金稼ぎ       | 赤尾でこ         | 紅優                                  | 石田暢                       | 角谷知美 松村康功 小菅和久 黒田和也                                              | 高橋瑞香                 | 10月20日       |
| 第17話 | 原始の恐怖！立てスコーピア         | ふでやすかずゆき | 紅優                                  | 北村翔太郎                   | 宍戸久美子 横松雄馬 宮井加奈                                                     | 高橋瑞香                 | 10月27日       |
| 第18話 | 守れ！お宝大作戦                   | 加藤還一         | 砂和寛徳                              | 池田重隆                     | 菅原浩喜 相原理沙 漢人寛子 小川一郎                                              | 高橋瑞香                 | 11月3日        |
| 第19話 | 決戦！ギャラガー襲撃               | 広田光毅         | 砂和寛徳                              | 中野彰子                     | 中野彰子                                                                         | 高橋瑞香                 | 11月10日       |
| 第20話 | 強制解放！デスレックス             | 広田光毅         | 深沢幸司                              | 北村翔太郎                   | 岡田絵里香 アニハウスサン                                                        | 高橋瑞香                 | 11月17日       |
| 第21話 | 伝説の仙人！恐怖の入門試験         | 高木聖子         | 砂和寛徳                              | 古賀一臣                     | 田内亜矢子                                                                       | 高橋瑞香                 | 11月24日       |
| 第22話 | 翔べライガー！新たなる一歩         | 十川誠志         | 筆坂明規                              | 中西陽介                     | 古林杏子 桜井正明 飯飼一幸 谷口義明 加藤初重 園田高明 宮井加奈                   | 高橋瑞香                 | 12月1日        |
| 第23話 | 慟哭 雨に濡れた竜爪                | 十川誠志         | 飯島正勝                              | 小野田雄亮                   | 金海淑 In Tae Sun Jo Young Joo                                                   | 高橋瑞香                 | 12月8日        |
| 第24話 | ノリとゼニーの男 再び！            | 赤尾でこ         | 上原秀明                              | 上原秀明                     | 村上李香 田口広一 五十嵐優花 宮井加奈 松村康功                                   | 高橋瑞香                 | 12月15日       |
| 第25話 | 妹よ！トリケラ吠える               | ふでやすかずゆき | 紅優                                  | 福元しんいち                 | 菅原浩喜 相原理沙 漢人寛子 宮井加奈                                              | 高橋瑞香                 | 12月22日       |
| 第26話 | 突き進め！この広き世界を           | 広田光毅         | 牧俊治                                | 牧俊治                       | 宍戸久美子                                                                       | 高橋瑞香                 | 12月29日       |
| 第27話 | 燃えよ！運び屋の誇り！             | 高木聖子         | 鳥井聖美                              | 境隼人                       | 松林志穂美 栗林裕明 本田隆                                                       | 高橋瑞香                 | 2019年 1月12日 |
| 第28話 | 孤高の少年 大地を疾る！            | 加藤還一         | 砂和寛徳                              | 古賀一臣                     | 田内亜矢子                                                                       | 高橋瑞香                 | 1月19日        |
| 第29話 | 驚愕！セカンドギア                 | 十川誠志         | 飯島正勝                              | 北村翔太郎                   | 岡田絵里香 松村康功 宮井加奈                                                     | 高橋瑞香                 | 1月26日        |
| 第30話 | 心の痛み 過去と毒針                | ふでやすかずゆき | 内藤明吾                              | 津田義三                     | 小川一郎 川口弘明                                                                | 高橋瑞香                 | 2月2日         |
| 第31話 | 争奪！大遺跡の秘宝                 | 赤尾でこ         | 上原秀明                              | 上原秀明                     | In Tae Sun Kim Dae Hoon Jo Yong Joo                                              | 本田隆                   | 2月9日         |
| 第32話 | 男の意地！負けられぬ2人            | 十川誠志         | 砂和寛徳                              | 福元しんいち                 | 菅原浩喜 相原理沙 漢人寛子                                                       | 高橋瑞香                 | 2月16日        |
| 第33話 | 流されて 瞬撃とゾイド博士          | 高木聖子         | 飯島正勝                              | 中野彰子                     | 中野彰子                                                                         | 本田隆 村上李香          | 2月23日        |
| 第34話 | 揺らぐ…二人の絆                    | 十川誠志         | 北村翔太郎                            | 北村翔太郎                   | In Tae Sun Kim Dae Hoon Jo Yong Joo Kwon Yong Sang 片山美和                      | 村上李香 高橋瑞香 本田隆 | 3月2日         |
| 第35話 | 怪しき瞳 糸を操る美女              | いよく直人       | 深沢幸司 飯島正勝 北村翔太郎 古賀一臣 | 古賀一臣                     | 田内亜矢子                                                                       | 村上李香                 | 3月9日         |
| 第36話 | 集結！デスメタル四天王             | 広田光毅         | 砂和寛徳                              | まつもとよしひさ             | 宍戸久美子 松村康功 岡田絵里香                                                   | 高橋瑞香                 | 3月16日        |
| 第37話 | 激闘！戦友の帰還                   | 広田光毅         | 深沢幸司                              | 香味豊                       | In Tae Sun Kim Dae Hoon Kwon Yong Sang                                           | 高橋瑞香                 | 3月23日        |
| 第38話 | 四天王 ひと時の休息                | 広田光毅         | 牧俊治                                | 牧俊治                       | 宮井加奈                                                                         | 高橋瑞香                 | 3月30日        |
| 第39話 | 決別！さらば友よ！                 | ふでやすかずゆき | 飯島正勝                              | 福元しんいち                 | 菅原浩喜 相原理沙 漢人寛子 宇都木勇                                              | 高橋瑞香                 | 4月6日         |
| 第40話 | 駆けろ！臆病者の誇り               | 加藤還一         | 上原秀明                              | 腰繁男                       | 北島勇樹 寿夢龍 江原小百合 宇都木勇                                              | 高橋瑞香                 | 4月20日        |
| 第41話 | 女2人！最強ペア                    | 赤尾でこ         | 澤井幸次                              | 中野彰子                     | 中野彰子 宍戸久美子 松村康功 宮井加奈 岡田絵里香                                 | 村上李香 本田隆          | 4月27日        |
| 第42話 | 強襲！暁のドレイク                 | 十川誠志         | 飯島正勝                              | 粟井重紀                     | 田内亜矢子                                                                       | 高橋瑞香                 | 5月4日         |
| 第43話 | ゾイド狩り！男の約束               | 高木聖子         | 砂和寛徳                              | 北村翔太郎                   | Kim Dae Hoon In Tae Sun Kwon Yong Sang Kim Yong Sub Won Eun Sook 本田隆 田中康勝 | 村上李香                 | 5月11日        |
| 第44話 | 絶叫！壮絶な友情                   | いよく直人       | 牧俊治                                | 牧俊治                       | 宍戸久美子 岡田絵里香                                                            | 高橋瑞香                 | 5月18日        |
| 第45話 | 再会！親父よ…                      | ふでやすかずゆき | 上原秀明                              | 上原秀明                     | In Tae Sun Kim Dae Hoon Kim Yong Sub Kwon Yong Sang Joung Jin Young              | 村上李香 本田隆          | 5月25日        |
| 第46話 | 勝負！アラシvsドレイク             | 加藤還一         | 紅優                                  | 福元しんいち                 | 相原理沙 漢人寛子 宇都木勇                                                       | 高橋瑞香                 | 6月1日         |
| 第47話 | 共闘！ダブルワイルドブラスト       | 十川誠志         | 砂和寛徳                              | 腰繁男                       | 北島勇樹 寿夢龍 江原小百合 宇都木勇                                              | 村上李香                 | 6月8日         |
| 第48話 | 進め それぞれの道！                | 赤尾でこ         | 飯島正勝                              | 中野彰子                     | 中野彰子                                                                         | 高橋瑞香 本田隆 村上李香 | 6月15日        |
| 第49話 | 最終決戦！デスメタル帝国           | 広田光毅         | 紅優                                  | 粟井重紀                     | 田内亜矢子                                                                       | 村上李香                 | 6月22日        |
| 第50話 | つなげ！未来への絆                 | 広田光毅         | 須藤典彦 深沢幸司 北村翔太郎          | 須藤典彦 深沢幸司 北村翔太郎 | 宮井加奈 宍戸久美子 松村康功 岡田絵里香 本田隆                                   | 村上李香 高橋瑞香        | 6月29日        |

#### 放送局
| 放送期間                     | 放送時間         | 放送局                                        | 対象地域 | 備考                      |
| ---------------------------- | ---------------- | --------------------------------------------- | -------- | ------------------------- |
| 2018年7月7日 - 2019年6月29日 | 土曜 6:30 - 7:00 | 毎日放送（製作局）をはじめとするTBS系列全28局 | 日本国内 | 字幕放送 / 連動データ放送 |

| 配信期間                     | 配信時間        | 配信サイト                                 |
| ---------------------------- | --------------- | ------------------------------------------ |
| 2018年7月7日 - 2019年6月29日 | 土曜 12:00 更新 | TVer MBS動画イズム GYAO! YouTube [ 注 12 ] |
|                              | 土曜 更新       | Paravi                                     |
| 2018年7月10日 - 2019年7月2日 | 火曜 更新       | U-NEXT                                     |

##### 日本国外での放送
時間帯は全て現地時間。
中国
2018年7月より放送。
韓国
2018年10月より放送。
香港
2018年11月10日から2019年11月2日無綫電視翡翠台にて、『索斯機械獸 激戰本能』（第1期）のタイトルで毎週土曜の10時45分-11時15分に放送。広東語 & 日本語二ヶ国語放送、繁体字字幕あり。
タイ
2018年11月より放送。
台湾
2018年12月より放送。
フィリピン
2019年3月より放送。
ベトナム
2019年3月より放送。

#### BD / DVD
| 巻 | 発売日         | 収録話          | 規格品番   | 規格品番   |
| 巻 | 発売日         | 収録話          | BD         | DVD        |
| -- | -------------- | --------------- | ---------- | ---------- |
| 1  | 2018年12月19日 | 第1話 - 第10話  | TBR-28341D | TDV-28346D |
| 2  | 2019年3月6日   | 第11話 - 第20話 | TBR-28342D | TDV-28347D |
| 3  | 2019年5月22日  | 第21話 - 第30話 | TBR-28343D | TDV-28348D |
| 4  | 2019年7月17日  | 第31話 - 第40話 | TBR-28344D | TDV-28349D |
| 5  | 2019年9月18日  | 第41話 - 第50話 | TBR-28345D | TDV-28350D |

| 毎日放送・TBS 土曜 6:30 - 7:00                   | 毎日放送・TBS 土曜 6:30 - 7:00 | 毎日放送・TBS 土曜 6:30 - 7:00 |
| 前番組                                           | 番組名 | 次番組 |
| ------------------------------------------------ | --- | --- |
| 七つの大罪 戒めの復活 （2018年1月6日 - 6月30日） | ゾイドワイルド （2018年7月7日 - 2019年6月29日） 【本番組まで毎日放送制作・ 『アニメサタデー630』第1部】 【本番組までネットワークセールス枠】 | まるっと!サタデー （2019年7月6日 - 2023年3月25日） ※5:30 - 7:00 【同番組よりTBS制作の情報番組枠】 【同番組よりローカルセールス枠】 |

### 第2期
2019年10月4日から2020年10月16日まで第2期『ゾイドワイルド ZERO』がテレビ東京系列にて放送された。ナレーションは大塚芳忠。
同系列におけるゾイドシリーズのテレビアニメは『ゾイドジェネシス』以来、約13年半ぶりとなる。アニメーション制作は第1期に引き続きOLMが担当するが、前作からは舞台やキャラクターの設定などは引き継がれず一新された。また、製作局の変更に伴って冒頭の視聴注意テロップと後提供のクレジットおよび提供読みが追加された。
本作では、ゾイドワイルドの創世記に当たるはるか遠い過去を舞台とする。銀河の彼方にある惑星に生息していた金属生命体ゾイドが、ゾイド因子の暴走と不慮の事故で21世紀の地球に飛来し、ゾイドそのものや地殻変動の影響で地球の現代文明が一度崩壊した後の世界での物語が描かれる。その過程で地球に発生したゾイドは環境になじめず、石化して地中へ埋没、発掘による復元が行われている。また、メディア展開2年目で提示した一つである兵器化ゾイドも描かれる。
なお、本作品においては人とゾイドの大きさの対比が旧来のゾイドシリーズ寄りに変更されており、ライダーを保護するコックピットブロック（および操作を補佐する計器類）が設けられている。また、初期のゾイドシリーズを彷彿とさせる用語や兵器もいくつか登場する。
タカラトミーの平位俊雄はインタビューに際し、ゾイドの兵器的な格好よさを描くために舞台背景を戦争に設定、監督の加戸誉夫とも協議したうえで政治的な表現はなるべく避け、ゾイドの格好良さを際立たせる事を優先したと語っている。なお、ゾイドによっては作中にてキットの設定スケールよりも巨大に描かれている機種も存在するが、これは設定的に個体差があるという考えのもと自由度を持たせたという。
新型コロナウイルスの感染拡大の影響から、2020年5月29日に放送予定であった第33話とそれ以降の放送を延期することになり、同日から同年6月12日までセレクション放送として過去に放送した話数の中から傑作選として放送した。第33話以降については同年6月19日より放送が再開された。これに伴い、最終回については当初の同年9月25日から10月16日に順延する形となった。

#### スタッフ（第2期）
- 原作 - タカラトミー[95]
- 監督 - 加戸誉夫[95]
- シリーズ構成 - 荒木憲一[95]
- キャラクターデザイン - 坂﨑忠[95]
- 美術監督 - 渡辺佳人
- 色彩設定 - 近藤直登
- 撮影監督 - 有村駿
- 編集 - 野川仁
- プロップデザイン - コレサワシゲユキ、森木靖泰
- 音響監督 - 松岡裕紀[95]
- 音楽 - 平野義久[95]
- プロデューサー - 古市直彦、清田創也、山田唯莉子
- アニメーションプロデューサー - 増田克人
- アニメーション制作 - OLM Team Masuda[95]
- 製作 - テレビ東京、電通、OLM

#### 主題歌（第2期）

##### オープニングテーマ（第2期）
「blue blue blue」
第1クール・第2クールで使用されたIvy to Fraudulent Gameによる楽曲。作詞・作曲・編曲は福島由也。
第50話では挿入歌として使用された。
「Player」
第3クールより使用されたMAGIC OF LiFEによる楽曲。作詞・作曲は高津戸信幸、編曲はMAGIC OF LiFE。

##### エンディングテーマ（第2期）
「ヒカリ」
第1クールで使用された千田葉月による楽曲。作詞は柊木七音、作曲・編曲は廣中トキワ、音楽プロデュースは島崎貴光。
「DOOR」
第2クールで使用された荒井麻珠による楽曲。作詞・音楽プロデュースはJunxix.、作詞は17とMr.RoutineとKeisuke Koyama、編曲はKeisuke Koyama。
「夢の轍」
第3クールで使用されたH△Gによる楽曲。作詞・作曲はH△G、編曲はAnthurium。
「名もなき旅」
第4クールより使用された千田葉月による楽曲。作詞は柊木七音、作曲・編曲は廣中トキワ、音楽プロデュースは島崎貴光。
第49話では挿入歌兼EDとして使用され、第50話ではインストゥルメンタル版が使用された。

#### 各話リスト（第2期）
| 話数   | サブタイトル                                     | 脚本         | 絵コンテ          | 演出                | 作画監督                                                       | 総作画監督                   | 初放送日       |
| ------ | ------------------------------------------------ | ------------ | ----------------- | ------------------- | -------------------------------------------------------------- | ---------------------------- | -------------- |
| 第1話  | 誕生！ビーストライガー！                         | 荒木憲一     | 加戸誉夫          | 牧俊治              | 宮井加奈 渡部由紀子                                            | 坂崎忠                       | 2019年 10月4日 |
| 第2話  | 爆砕の武器庫！ バズートル                        | 荒木憲一     | 内藤明吾          | 石田英人            | 村上李香 浦島美紀 古徳真美 寿夢龍                              | 宮井加奈                     | 10月11日       |
| 第3話  | 飛べないライオン                                 | 山下憲一     | もりたけし        | 村上勉              | 櫻井拓郎 飯飼一幸                                              | 坂崎忠 渡部由紀子            | 10月18日       |
| 第4話  | ゾイド遺跡を死守せよ！                           | 金巻兼一     | 飯島正勝          | 鈴木琢磨            | 金正男 小林一三 PARK MA KANG                                   | 宮井加奈 村上李香            | 10月25日       |
| 第5話  | 裏切りのガトリングフォックス                     | 丸川直子     | 内藤明吾          | 鈴木勇真            | 迎千葉瑠 今泉竜太 河本華穂 平野翔 森谷春樹 鈴木勇真            | 坂崎忠 渡部由紀子            | 11月1日        |
| 第6話  | 悪魔の翼！スナイプテラ                           | 荒木憲一     | 加戸誉夫 阿部雅司 | 秦義人              | 長谷川一生 松村康功                                            | 村上李香 宮井加奈            | 11月8日        |
| 第7話  | ライガー奪還大作戦！                             | 金巻兼一     | もりたけし        | 福元しんいち        | 渡部由紀子                                                     | 相原理沙 漢人寛子 菅原浩喜   | 11月15日       |
| 第8話  | 猛撃の重戦車！キャノンブル                       | 荒木憲一     | 内藤明吾          | 中野彰子            | 中野彰子                                                       | 村上李香 宮井加奈            | 11月29日       |
| 第9話  | 空へ吠えろ！ライガー反撃!!                       | 山下憲一     | 石田英人          | 山井紗也香          | 土信田和幸 平良哲朗 佐藤陵                                     | 渡部由紀子                   | 12月6日        |
| 第10話 | フォックス捕獲指令                               | 丸川直子     | 内藤明吾          | 津田義三            | 長谷川一生 佐藤瑞基 寿夢龍 北島勇樹                            | 柴田篤史 五十嵐優花          | 12月13日       |
| 第11話 | 灼熱の破壊竜ジェノスピノの復活！                 | 荒木憲一     | 飯島正勝          | 薮内悠              | 垣内彩子 櫻井拓郎 Studio EverGreen                             | 渡部由紀子                   | 12月20日       |
| 第12話 | 無敵の咆哮！ジェノスピノ！                       | 金巻兼一     | 内藤明吾          | 小野田雄亮          | 青柳健二 小林一三 Zhao Xiao Chuan Chen Jie Qiong               | 村上李香 宮井加奈            | 12月27日       |
| 第13話 | 漆黒の魔獣！ドライパンサー！                     | 荒木憲一     | 青山弘            | 黒田晃一郎          | 迎千葉瑠 今泉竜太 河本華穂 平野翔 森谷春樹 野村美織 渡辺一平太 | 坂崎忠 渡部由紀子            | 2020年 1月10日 |
| 第14話 | 超進化！ライジングライガー!!                     | 山下憲一     | 秦義人            | 秦義人              | 本田隆 松村康功 渡部由紀子                                     | 村上李香 宮井加奈            | 1月17日        |
| 第15話 | 破壊竜ジェノスピノを追撃せよ！                   | 丸山直子     | 牧俊治            | 牧俊治              | 五十嵐優花 柴田篤史                                            | 渡部由紀子                   | 1月24日        |
| 第16話 | 徹底研究！これがライジングライガーだ！           | 金巻兼一     | 内藤明吾          | 鈴木勇真            | 服部憲知 CHA MYOUNG JUN KU JA CHEON                            | 村上李香 宮井加奈            | 1月31日        |
| 第17話 | 逃亡者ボーマン                                   | 荒木憲一     | 加戸誉夫          | 加戸誉夫            | 渡部由紀子                                                     | 坂﨑忠                       | 2月7日         |
| 第18話 | 琥珀の大鋏！クワガノス出撃せよ！                 | 荒木憲一     | もりたけし        | 割田圭介            | 園瀬基 櫻井拓郎 Studio EverGreen                               | 村上李香 宮井加奈            | 2月14日        |
| 第19話 | 孤島の争奪戦！                                   | 山下憲一     | 西森章            | 黒田晃一郎          | 迎千葉瑠 今泉竜太 平野翔 森谷春樹 片岡恵美子 渡辺一平太        | 坂﨑忠 渡部由紀子            | 2月21日        |
| 第20話 | リジェネレーションキューブの村                   | 荒木憲一     | 佐藤和磨          | 佐藤和磨            | 関本美穂 松村康功                                              | 宮井加奈 村上李香            | 2月28日        |
| 第21話 | 時を超えた記憶                                   | 金巻兼一     | 神谷純            | 牧俊治              | 五十嵐優花 本田隆                                              | 渡部由紀子                   | 3月6日         |
| 第22話 | ファングタイガーの罠                             | 丸川直子     | もりたけし        | 福元しんいち        | 相原理沙 漢人寛子 菅原浩喜 宇都木勇                            | 村上李香 宮井加奈            | 3月13日        |
| 第23話 | サリー・ランド                                   | 荒木憲一     | 内沼菜摘          | 秦義人              | 柴田篤史 中谷藍                                                | 渡部由紀子                   | 3月20日        |
| 第24話 | 全身兵器！オメガレックス起動！                   | 金巻兼一     | 内藤明吾          | 割田圭介            | 櫻井拓郎 垣内彩子 Studio EverGreen                             | 村井李香 宮井加奈            | 3月27日        |
| 第25話 | 荷電粒子砲の脅威！                               | 山下憲一     | もりたけし        | 今泉竜太 粂田佳之   | 今泉竜太 平野翔 森谷春樹 加藤義貴 南信一郎                     | 渡部由紀子                   | 4月3日         |
| 第26話 | 消えたオメガレックス                             | 荒木憲一     | 西森章            | 鈴木勇真            | 岩﨑夏奈 松村康功 齋藤香 柴田篤史 本田隆                       | 宮井加奈 村上李香            | 4月10日        |
| 第27話 | 暗闇の決戦！ドライパンサー対ガトリングフォックス | 金巻兼一     | 佐藤和磨          | 佐藤和磨            | チャミョンジュン 渡部由紀子                                    | 渡部由紀子                   | 4月17日        |
| 第28話 | 激突！ 二大破壊竜!!                              | 荒木憲一     | 大平直樹          | 大平直樹            | CHA MYOUNG JUN KU JA CHEON 関本美穂                            | 宮井加奈 村上李香            | 4月24日        |
| 第29話 | 暗黒の破壊要塞、覚醒！                           | 丸川直子     | 神谷純            | 福元しんいち        | 相原理沙 漢人寛子 菅原浩喜 宇都木勇                            | 渡部由紀子                   | 5月1日         |
| 第30話 | ネオゼネバスシティの戦い                         | 山下憲一     | 加戸誉夫 阿部雅司 | 牧俊治              | 宮井加奈 村上李香                                              | 五十嵐優花 本田隆            | 5月8日         |
| 第31話 | 皇帝陛下を救出せよ                               | 川崎ヒロユキ | もりたけし        | 小野田雄亮          | 河西睦月 中谷藍                                                | 渡部由紀子                   | 5月15日        |
| 第32話 | 反乱者たち                                       | 丸川直子     | 加戸誉夫          | 加戸誉夫            | 村上李香                                                       | -                            | 5月22日        |
| 第33話 | 壊滅へのカウントダウン                           | 荒木憲一     | 内藤明吾          | 黒田晃一郎 粂田佳之 | 今泉竜太 宇佐美翔平 平野翔 松下純子 迎千葉瑠 森谷春樹          | 渡部由紀子                   | 6月19日        |
| 第34話 | 音速の貴公獣！疾風のハンターウルフ！             | 金巻兼一     | 西森章            | 割田圭介            | 柴田篤史 松村康弘                                              | 村上李香 宮井加奈            | 6月26日        |
| 第35話 | 狙われた真帝国基地                               | 山下憲一     | もりたけし        | 佐藤和磨            | 福島豊明 李小雷 服部憲知                                       | 渡部由紀子                   | 7月3日         |
| 第36話 | 進撃するジャミンガ                               | 荒木憲一     | 内藤明吾          | 鈴木勇真            | 佐藤哲也 金田栄二 関本美穂                                     | 村上李香 宮井加奈            | 7月10日        |
| 第37話 | オメガレックス破壊指令！                         | 金巻兼一     | 西森章            | 福元しんいち        | 相原理沙 漢人寛子 菅原浩喜 宇都木勇                            | 渡部由紀子                   | 7月17日        |
| 第38話 | 超古代ゾイド                                     | 荒木憲一     | 神谷純            | 内沼菜摘            | 岸本誠司                                                       | 村上李香 宮井加奈            | 7月24日        |
| 第39話 | 130年前の男                                      | 山下憲一     | もりたけし        | 牧俊治              | 岩崎加奈 WHITE LINE                                            | 渡部由紀子                   | 7月31日        |
| 第40話 | 復活のオメガレックス                             | 川崎ヒロユキ | 大平直樹          | 小野田雄介          | 中谷藍 河西睦月                                                | 村上李香 宮井加奈            | 8月7日         |
| 第41話 | 闇に眠る巨竜                                     | 丸川直子     | 内藤明吾          | 割田圭介            | 本田隆 五十嵐優花                                              | 渡部由紀子                   | 8月14日        |
| 第42話 | ジョシュア・コンラッド                           | 荒木憲一     | 佐藤和磨          | 佐藤和磨            | 福島豊明 櫻井拓郎 松村康功 柴田篤史 岩崎夏奈 西島圭祐 本田隆   | 村上李花 宮井加奈            | 8月21日        |
| 第43話 | 古の皇帝龍ゼログライジス！                       | 金巻兼一     | もりたけし        | 黒田晃一郎 粂田佳之 | 今泉竜太 平野翔 松下純子 南信一郎 迎千葉瑠 森谷春樹            | 渡部由紀子                   | 8月28日        |
| 第44話 | 倒せ!!ゼログライジス!!                           | 川崎ヒロユキ | 牧俊治            | 山﨑茂              | 金田栄二                                                       | 村上李花 宮井加奈            | 9月4日         |
| 第45話 | 侵略者イレクトラ                                 | 丸山直子     | 加戸誉夫          | 加戸誉夫            | 坂﨑忠                                                         | -                            | 9月11日        |
| 第46話 | 氷上の端末争奪戦                                 | 山下憲一     | 大平直樹          | 福元しんいち        | 相原理沙 漢人寛子 菅原浩喜                                     | 渡部由紀子                   | 9月18日        |
| 第47話 | 古の皇帝龍最終進化！                             | 金巻兼一     | 内藤明吾          | 内沼菜摘            | 岸本誠司 春川彩子                                              | 渡部由紀子                   | 9月25日        |
| 第48話 | 三大破壊龍！地球最大の決戦！                     | 荒木憲一     | もりたけし        | 小野田雄亮          | 中谷藍 徳倉栄一                                                | 村上李花 宮井加奈            | 10月2日        |
| 第49話 | ネオヘリック最期の日！                           | 荒木憲一     | 加戸誉夫          | 割田圭介            | 柴田篤史 CHA MYOUNG JUN KU JA CHEON                            | 渡部由紀子                   | 10月9日        |
| 第50話 | 無限大の地球へ                                   | 荒木憲一     | 牧俊治            | 牧俊治              | 五十嵐優香 岩﨑夏奈 本田隆                                     | 村上李花 宮井加奈 渡部由紀子 | 10月16日       |

#### 放送局（第2期）
| 放送期間                                               | 放送時間                            | 放送局             | 対象地域       | 備考   |
| ------------------------------------------------------ | ----------------------------------- | ------------------ | -------------- | ------ |
| 2019年10月4日 - 2020年10月16日                         | 金曜 17:55 - 18:25                  | テレビ東京         | 関東広域圏     | 製作局 |
|                                                        |                                     | テレビ北海道       | 北海道         |        |
|                                                        |                                     | テレビ愛知         | 愛知県         |        |
|                                                        |                                     | テレビ大阪         | 大阪府         |        |
|                                                        |                                     | テレビせとうち     | 岡山県・香川県 |        |
|                                                        |                                     | TVQ九州放送        | 福岡県         |        |
| 2019年10月17日 - 2020年3月26日 2020年4月3日 - 11月6日  | 木曜 17:30 - 18:00 金曜 8:00 - 8:30 | テレビ和歌山       | 和歌山県       |        |
| 2019年10月27日 - 2020年11月8日                         | 日曜 8:30 - 9:00                    | 仙台放送           | 宮城県         |        |
| 2019年11月23日 - 2020年12月5日                         | 土曜 7:30 - 8:00                    | キッズステーション | 日本全域       | CS放送 |
| テレビ東京系列・キッズステーションでは字幕放送を実施。 |                                     |                    |                |        |

インターネットではYouTube（タカラトミーチャンネル・コロコロチャンネル）・あにてれほかにて、同年10月5日より毎週土曜8時に配信。

##### 日本国外での放送
時間帯は全て現地時間。
香港
2020年4月18日から2021年4月17日無綫電視翡翠台にて、『索斯機械獸 激戰本能 ZERO』（第2期）のタイトルで毎週土曜の10時45分-11時15分に放送。広東語および日本語二ヶ国語放送、繁体字字幕あり。
| テレビ東京系列 金曜 17:55 - 18:25                                 | テレビ東京系列 金曜 17:55 - 18:25                      | テレビ東京系列 金曜 17:55 - 18:25                                 |
| 前番組                                                            | 番組名                                                 | 次番組                                                            |
| ----------------------------------------------------------------- | ------------------------------------------------------ | ----------------------------------------------------------------- |
| イナズマイレブン オリオンの刻印 （2018年10月5日 - 2019年9月27日） | ゾイドワイルド ZERO （2019年10月4日 - 2020年10月16日） | パウ・パトロール ベストセレクション （2020年10月23日 - 12月25日） |

## Webアニメ
『ゾイドワイルド戦記』は、2020年10月17日よりタカラトミー公式YouTubeチャンネルで毎月1回配信した約3分の短編Webアニメ。ZERO終盤後におきた人口爆発およびエネルギー資源問題に端を発した、共和国と帝国との全面戦争が描かれる。また、ZEROで示唆されていた地球外ゾイドが復元された状態で登場する。全6話で、最終的には復元されたゼノレックスとバーニングライガーの前にゼログライジスが再び現れ、それに立ち向かう場面で物語を締め括っている。
| 話数  | サブタイトル                                | 配信日          |
| ----- | ------------------------------------------- | --------------- |
| 第1話 | 新アニメ「ゾイドワイルド戦記」第1話！公開!! | 2020年 10月17日 |
| 第2話 | 新アニメ「ゾイドワイルド戦記」第2話！公開!! | 2020年 11月14日 |
| 第3話 | 新アニメ「ゾイドワイルド戦記」第3話！公開!! | 2020年 12月12日 |
| 第4話 | 新アニメ「ゾイドワイルド戦記」第4話！公開!! | 2021年 1月16日  |
| 第5話 | 新アニメ「ゾイドワイルド戦記」第5話！公開!! | 2021年 2月13日  |
| 第6話 | 新アニメ「ゾイドワイルド戦記」第6話！公開!! | 2021年 3月13日  |

## ラジオ

### ゾイドワイルド〜本能解放ラジオ〜
アニメ第1期の放送と連動したラジオ番組『ゾイドワイルド〜本能解放ラジオ〜』が同年7月12日から12月27日まで毎週木曜2:00 - 2:30（水曜深夜）に毎日放送（MBSラジオ）にて放送された。投稿したメッセージが採用されると、ノベルティとして番組限定のエンブレム缶バッジがプレゼントされる（フリーダム団・シュプリーム団・デスメタル帝国の3種類からランダムで1つが貰える）。
放送内容
新種発掘？ゾイド研究室
リスナーの投稿した動物をモチーフとした新種のゾイドを考えていくコーナー。
フリーダム団 掲示板
ゾイドワイルド関連の最新情報を紹介する。
本能解放！ワイルドブラスト審議会
リスナーが投稿する「思わず本能解放した」身近な出来事や経験を紹介するトークコーナー。
古大秘宝なんでも鑑定団
作中に登場する“古大秘宝Z”のように大切にしている宝物を紹介する。
放送リスト
毎日放送でゾイドワイルドの宣伝担当を務める元アナウンサーの鈴木健太と、アニメに出演している声優でパーソナリティを務める。
| 放送回 （放送日）   | パーソナリティ （出演声優）               | ゲスト                         |
| ------------------- | ----------------------------------------- | ------------------------------ |
| 第01回 （7月12日）  | 三森すずこ                                | -                              |
| 第02回 （7月19日）  | 生田鷹司 小清水亜美                       | -                              |
| 第03回 （7月26日）  | 生田鷹司 小清水亜美                       | -                              |
| 第04回 （8月02日）  | 生田鷹司 小清水亜美                       | -                              |
| 第05回 （8月09日）  | 生田鷹司 小松未可子                       | -                              |
| 第06回 （8月16日）  | 生田鷹司 小松未可子                       | -                              |
| 第07回 （8月23日）  | 生田鷹司 小松未可子                       | -                              |
| 第08回 （8月30日）  | 生田鷹司 小松未可子                       | -                              |
| 第09回 （9月06日）  | 生田鷹司 小清水亜美                       | -                              |
| 第10回 （9月13日）  | 生田鷹司 小清水亜美                       | -                              |
| 第11回 （9月20日）  | 生田鷹司 奈良徹                           | -                              |
| 第12回 （9月27日）  | 生田鷹司 奈良徹                           | -                              |
| 第13回 （10月04日） | 生田鷹司                                  | 神田ジョン 市（ANIMAREAL代表） |
| 第14回 （10月11日） | 生田鷹司                                  | 神田ジョン                     |
| 第15回 （10月18日） | 小野賢章 奈良徹                           | -                              |
| 第16回 （10月25日） | 生田鷹司 小野賢章 小松未可子              | -                              |
| 第17回 （11月1日）  | 生田鷹司 奈良徹                           | 広田光毅                       |
| 第18回 （11月8日）  | 生田鷹司 奈良徹                           | 広田光毅                       |
| 第19回 （11月15日） | 生田鷹司 小桜エツコ                       | -                              |
| 第20回 （11月22日） | 生田鷹司 小桜エツコ                       | -                              |
| 第21回 （11月29日） | 生田鷹司 小清水亜美                       | -                              |
| 第22回 （12月06日） | 生田鷹司 小清水亜美                       | -                              |
| 第23回 （12月13日） | 小松未可子 小桜エツコ                     | -                              |
| 第24回 （12月20日） | 小松未可子 小桜エツコ                     | -                              |
| 第25回 （12月27日） | 小桜エツコ 小松未可子 小清水亜美 生田鷹司 | -                              |

### 千田と日笠のゾイドワイルドZEROラジオ
アニメ『ゾイドワイルドZERO』の放送と連動して2020年4月2日から8月20日まで音泉にて配信されていたインターネットラジオ番組。パーソナリティは、アニメに出演する声優の千田葉月（サリー・ランド役）と日笠陽子（ジョー・アイセル役）。千田が初めてのパーソナリティを務めるラジオ番組となる。お便りが採用されるとノベルティとしてゾイドのプラモデルが貰える。

## ゲーム・アプリ
公式無料アプリ『ゾイドワイルド』
2018年6月より配信のスマートフォン向け公式アプリ。ゾイドを撮影して編集加工できるZFX、1日1回ぐらいのプレイで遊べる放置ゲーム型のバトルシミュレーションゲーム。キットの組み立て方をサポートする動画が楽しめる。タカラトミーでは、玩具関連アプリの使用率（玩具購入者に対する比率）は通常は良くて30%であり、40％程度となる本アプリは「かなりいい数字」と認識している。
2019年10月にアップデートされたバージョン2.0.0よりゲーム機能は終了し、ZFXの撮影・編集機能に特化したアプリとなった。
ゾイドワイルド キングオブブラスト
Nintendo Switch用ソフトとして2019年2月28日に発売。ジャンルは格闘アクション。
ゾイドワイルド バトルカードハンター
2019年1月24日から稼働を開始したキッズ向けアミューズメントゲーム。公式Twitterではゾイドバトハンと略している。「ゾイドハンターなりきり遊び（ゾイドハンターを体験する）」をテーマとしており、冒険マップからゾイドを探し、ゾイドカード3枚を読み込んで結成したプレイヤーチームでバトルを行い、発掘ポイントを溜めて発掘すると新たなゾイドカードを入手できる仕組みとなる。1プレイを約8分としている。ゲームマシンは「ジャラステ GOLD」と共用で切り替えてプレイすることが可能で、ゲーム（冒険）のプレイデータも別売の共通セーブカード「セブカ」に記録する。
カードは、バトルで戦う「ゾイドカード」とバトルが有利になるようサポートする「バトル支援カード」の2種類だが、ゲームで使うメインカード部分に加えてそれぞれに「解説ログカード」「冒険ログカード」が付いている。ゾイドカードのレアリティはワイルドレア（WR）・スーパーレア（SR）・レア（R）・ノーマル（N）及びシークレットレア（SC）の5段階。シークレットレアは徳山光俊によるオリジナルデザインである。ログカードでは、ゾイドの生態やゾイドワイルド世界観が解説されている。カード第1弾や60種類以上。
関連グッズとして、限定カードや限定デザインセブカを同梱した「スターターセット」、カードファイル「カードアルバム冒険図鑑」（リフィルの追加可能）などを発売されている。
2020年4月2日可動のZ-03弾では、「バトハン戦記」と称したオリジナルストーリーが展開される。

## ガチャ・食玩など
ゾイドワイルド イメージングスタイルフィギュア
2018年7月より、タカラトミーアーツが発売した食玩。ラインナップは、ワイルドライガー・ギルラプター・ガノンタスの3種類。彩色済でワイルドブラスト形態のゾイドフィギュアと、ジオラマの土台となる台座、チューインガム1個がセット。パッケージに内容物表記あり。
ゾイドワイルド ワイルドブラストミニコレクション
2018年8月より、タカラトミーアーツが発売したカプセルトイ（ガチャ）。ラインナップは、ワイルドライガー・ギルラプター・ガノンタスの3種類。彩色済のゾイドフィギュアで、パーツの差し替えにより通常形態とワイルドブラスト形態に変化する。
ゾイドワイルド フィギュアキーチェーン
2018年8月より、タカラトミーアーツが発売したカプセルトイ（ガチャ）。ラインナップは、ワイルドライガー・ギルラプター・ガノンタス・スコーピア・ガブリゲーターの5種類。彩色済のディフォルメゾイドフィギュアで、ボールチェーン（玉鎖）付き。
ゾイドワイルド ライトアップフィギュア
2018年10月より、タカラトミーアーツが発売したカプセルトイ（ガチャ）。ラインナップは、ワイルドライガー・ギルラプター・ガノンタス・スコーピア・ガブリゲーターの5種類。発光ギミックを内蔵したフィギュア。
ゾイドワイルド アセンブルモデルズ
2018年11月より、タカラトミーアーツが発売した食玩。ラインナップは、ワイルドライガー・ギルラプター・ナックルコング・トリケラドゴスの4種類。一部彩色済み組立式フィギュアにチューインガムが同梱。パッケージに内容物表記あり。
ゾイドワイルド チェスピースコレクション
2019年6月より、エフトイズ・コンフェクトが発売した食玩。ラインナップは、ワイルドライガー・ナックルコング・ガノンタス・ギルラプター・グラキオサウルスにそれぞれゴールド／シルバーの2カラーで全10種。チェスの駒のようなゾイドフィギュアと、イチゴ味のガム1個が同梱。
ゾイドワイルド パズルケシゴム
2019年8月より、エフトイズ・コンフェクトが発売した消しゴム。ラインナップは、ワイルドライガー・ギルラプター・ファングタイガー・デスレックス・ディメトロドンの5種類。ゾイドの頭部や胴体が組み立て式（パズル）の消しゴムで、複数個のゾイド消しゴムパーツで自由に組み替えることができる。ゾイド消しゴム一式、組立説明書、イチゴ味のガム1個が同梱。

## 主なコラボレーションなど

### コラボレーション
アニマリアル
漫画・アニメの世界をリアルなアート作品で表現するプロジェクト『ANIMAREAL（アニマリアル）』によるコラボレーションビジュアル。
第1弾では、デスレックスが目覚めるシーンのアートビジュアルが作成され、公式Twitter・アニメ第13話のアイキャッチ・2018年9月28日から10月4日まで新宿アルタと池袋パルコの街頭ビジョンで公開された。
第2弾では、ワイルドライガーとデスレックスの戦いの一場面がアートビジュアル化され、公式Twitter・アニメ第20話・月刊コロコロコミック12月号で公開された。
ファーストキッチン
日本のファストフードチェーンである『ファーストキッチン／ウェンディーズ・ファーストキッチン』との「ゾイドワイルド×ファーストキッチン プレゼントキャンペーン」。
第1弾（2018年11月22日から12月中旬まで）はキッズセット購入者への特製ステッカーのプレゼントおよびステッカーのQRコードからプレゼントが抽選されるダブルチャンス企画、第2弾（12月6日から同31日まで）はオリジナルメニュー「ゾイドワイルド特製『ワイルドスモークチーズ』味ポテト」購入者への特製ステッカーのプレゼント。特製ステッカーは各2種類ずつで合計4種類のデザイン。また、11月1日から30日までは、キャンペーン告知のトレーマットに掲載されているQRコードから、5話分の「ゾイドワイルド スペシャルセレクション」が無料視聴できる。
WIXOSS
タカラトミーのトレーディングカードゲーム『WIXOSS』とのコラボレーションとして、ワイルドライガーとデスレックスのカードを収録したパックが2019年4月20日発売。
ファンタシースターオンライン2
セガゲームスのオンラインゲーム「ファンタシースターオンライン2」とのコラボ。アニメ『ファンタシースターオンライン2 エピソード・オラクル』の主人公アッシュをイメージしたカスタマイズラベルとゲーム内で使えるコラボアイテムを入手するコードが同梱されたワイルドライガーを2020年3月に発売。

### 動画
ゾイドワイルドバトルウォーズ「ZOIDS WILD Eastern Front」
YouTubeで公開されたリアルムービングキットを用いた特撮ジオラマ映像シリーズ。監督は、以前よりゾイドファンを公言していた特技監督の田口清隆。Eastern Front（東部戦線）と銘打っているとおり、旧シリーズで制作された「ゾイドバトルビデオ」の現代版をイメージしたミリタリーテイストの映像で、田口によると「違う大陸での戦線」を描いたものである。ゾイドワイルドの舞台が地球であることから、登場するゾイドはビーム兵器ではなく現行兵器の延長線にある兵器で武装しており、ガノンタスは戦車をモチーフにし、トリケラドゴスには迫撃砲、デスレックスには対戦車ミサイルを搭載する。また、舞台となる戦場は（従来のバトルストーリーが第二次世界大戦風だったのに対して）イラク戦争を参考にしている。
1/35スケールの玩具のゾイドをなるべく大きく見せつつハイスピード撮影をするため、レンズの小さいiPhoneをメインカメラとして使用、さらにGoProや家庭用ビデオカメラの赤外線機能も活用して撮影されている。

### ジオラマストーリー
ゾイドワイルド EX-ZERO
『月刊ホビージャパン』2020年1月号から12月号まで掲載された『ゾイドワイルドZERO』の前日譚となる公式外伝。新地球暦0029年を舞台に、共和国部隊ブルーブラッドと帝国軍の戦いを描いている。ジオラマをベースにしたストーリーと改造作例を併載している。また、2021年3月号から2022年1月号においては『ゾイドワイルド戦記 外伝』も連載された。こちらはWebアニメ『ゾイドワイルド戦記』のサイドストーリーとなっており、地球外ゾイドであるゼノレックスやバーニングライガーが復元され幾つかの戦いを経たあと、共和国と帝国が復活したゼログライジスに対抗してふたたび共闘するまでの物語を描いている。
ゾイドワイルドEX-ZERO (ホビージャパンMOOK)
1. 2021年7月30日発売、ISBN 978-4-79-862542-3

### ゾイドワイルド列伝ストーリー
2021年から2022年にかけて展開していた『ゾイドワイルド列伝』と合わせて、タカラトミー公式に掲載されたサイドストーリー。
当初はアニメ『ゾイドワイルドZERO』に登場したキャラクターとその専用ゾイドのストーリーが掲載され、その後は『ゾイドワイルド戦記』や『ゾイドワイルド戦記外伝』の後日譚として復活したランド博士の思念を宿したサイコジェノスピノに、共和国と帝国が共闘する物語となっている。